# Frank Lampard
Frank James Lampard OBE (sinh ngày 20 tháng 6 năm 1978) là một cựu cầu thủ bóng đá chuyên nghiệp người Anh và hiện là huấn luyện viên  của câu lạc bộ bóng đá Conventry City tại EFL Championship. Ông được xem là một trong những cầu thủ xuất sắc nhất lịch sử của Chelsea và là một trong những tiền vệ xuất sắc nhất thế giới trong thế hệ của mình.
Lampard bắt đầu sự nghiệp của mình vào năm 1995 tại West Ham United, câu lạc bộ mà cha ông, Frank Lampard Sr. từng thi đấu. Ông chuyển sang thi đấu cho Chelsea vào năm 2001 với giá 11 triệu bảng. Trong mười ba năm gắn bó với câu lạc bộ, Lampard là cầu thủ ghi bàn nhiều nhất từ hàng tiền vệ, trở thành tay săn bàn của Chelsea, với 211 bàn thắng ghi được trên mọi đấu trường. Ông cùng Chelsea giành được ba chức vô địch Premier League, một danh hiệu UEFA Champions League, bốn FA Cup, một danh hiệu UEFA Europa League và hai Cúp Liên đoàn. Năm 2005, ông được vinh danh là Cầu thủ xuất sắc nhất năm của FWA và về nhì của cả hai giải thưởng Quả bóng vàng và Cầu thủ xuất sắc nhất năm của FIFA. Sau khi rời Chelsea, Lampard đã chơi cho Manchester City và là New York City trước khi giải nghệ vào năm 2017.
Trong màu áo đội tuyển quốc gia, Lampard đã chơi 106 trận cho đội tuyển Anh, sau khi ra mắt trận đầu tiên vào năm 1999. Ông cùng đất nước của mình tham dự ba kỳ FIFA World Cup vào các năm 2006, 2010, 2014 và UEFA Euro 2004. Lampard đã ghi 29 bàn thắng cho đội tuyển Anh và được bầu là Cầu thủ Anh xuất sắc nhất năm 2004 và 2005. Ông cũng là cầu thủ ghi nhiều bàn thắng nhất cho đội tuyển Anh, với 9 bàn thắng được ghi từ chấm 11m. Sau khi từ giã sự nghiệp thi đấu quốc tế, ông được trao tặng Huân chương Đế quốc Anh (OBE) vào năm 2015 vì những công lao của ông cho bóng đá nước này.
Sau khi giải nghệ, Lampard là người chỉ đạo trong chương trình thể thao Play to the Whistle của ITV từ năm 2015 đến năm 2017. Ông cũng đã viết một số cuốn sách dành cho trẻ em. Ông bắt đầu sự nghiệp huấn luyện của mình với câu lạc bộ Derby County vào năm 2018, dẫn dắt câu lạc bộ đến trận chung kết play-off mùa giải đó. Ông được bổ nhiệm làm huấn luyện viên trưởng của Chelsea một năm sau đó. Tuy nhiên, ông đã bị sa thải vào ngày 25 tháng 1 năm 2021 do thành tích bết bát tại Premier League 2020–21.

## Tuổi thơ
Lampard sinh tại Romford, Luân Đôn, con trai của Frank Lampard Sr., một cựu cầu thủ của West Ham United từng hai lần giành Cúp FA. Mẹ ông, bà Pat, mất vì bệnh viêm phổi vào ngày 24 tháng 4 năm 2008. Chú của ông là huấn luyện viên Tottenham Hotspur, Harry Redknapp, và anh họ, Jamie Redknapp, từng thi đấu cho Liverpool trong 12 năm và đội tuyển Anh 17 lần trước khi giải nghệ năm 2005.
Lampard học tại trường Brentwood, một trường tư tại Essex. Ông được điểm A+ ở môn tiếng Latin trong kì thi GCSE. Tổng cộng ông giành được 12 chứng chỉ GCSE. Lampard có chỉ số IQ cao hơn 150, nằm trong số những người ít ỏi chỉ chiếm 0,1% dân số thế giới.

## Sự nghiệp cấp câu lạc bộ

### West Ham United
Lampard gia nhập đội trẻ West Ham, nơi cha ông làm trợ lý huấn luyện viên vào tháng 7 năm 1994 trước khi ký hợp đồng thi đấu chuyên nghiệp một năm sau. Ngày 6 tháng 10 năm 1995, ông được cho câu lạc bộ giải hạng 2 Swansea City mượn, ra sân lần đầu trong trận gặp Bradford City, và có bàn đầu thắng đầu tiên khi đối đầu Brighton & Hove Albion. Lampard đã thi đấu cho Swansea City 9 trận trước khi trở về West Ham vào tháng 1 năm 1996, chơi trận đầu tiên cho câu lạc bộ này trong trận đấu với Coventry City, trước khi ngồi dự bị suốt khoảng thời gian còn lại của mùa giải.
Ở mùa giải tiếp theo, Lampard bị gãy chân trong trận gặp Aston Villa vào tháng 3 nên đành kết thúc sớm mùa giải 1996-1997 chỉ sau 13 trận thi đấu. Phải đến mùa giải 1997-1998, ông mới có bàn thắng đầu tiên cho West Ham vào lưới Barnsley. Từ mùa giải 1998-1999, Lampard bắt đầu có mặt trong đội hình chính thức, cuối mùa giải đó West Ham xếp hạng 5 Giải bóng đá ngoại hạng Anh và giành quyền dự cúp châu Âu. Mùa giải 1999-2000, ông là cầu thủ ghi bàn nhiều thứ ba của đội với 13 bàn, trong đó có 4 bàn tại Cúp Intertoto và Cúp UEFA. Mùa giải 2000-01, tại Premier League, ông thi đấu 30 trận cho West Ham và ghi được 7 bàn. Sau mùa giải 2000–01, Lampard cũng quyết định rời đội bóng và gia nhập Chelsea với phí chuyển nhượng 11 triệu bảng Anh vào ngày 15 tháng 6 năm 2001.

### Chelsea FC

#### 2001–2004

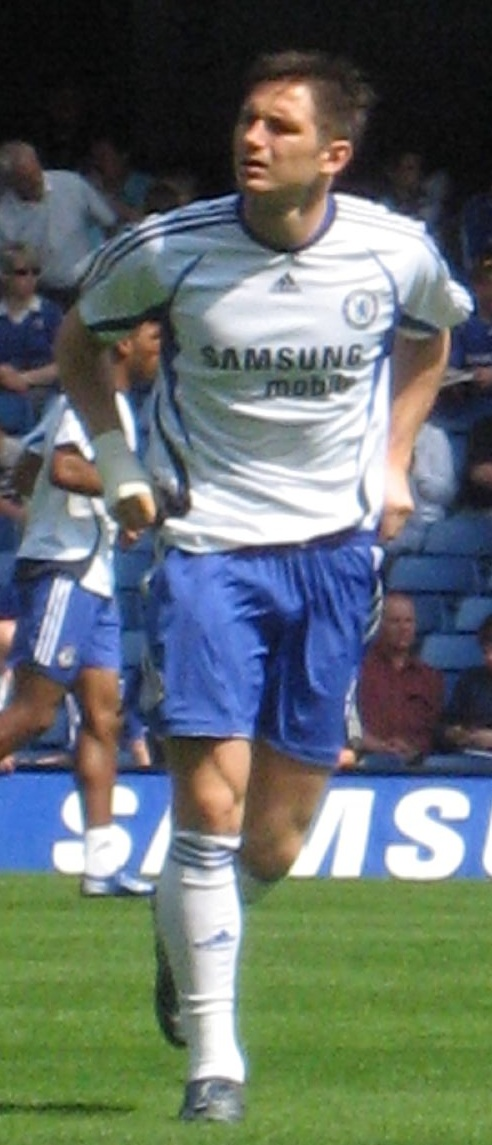
Lampard làm nóng trước một trận đấu của Chelsea

Lampard có trận đấu đầu tiên cho Chelsea trong trận hòa 1-1 với Newcastle United vào ngày 19 tháng 8, và đến ngày 16 tháng 9 ông lãnh chiếc thẻ đỏ đầu tiên trong trận gặp Tottenham Hotspur. Một tuần sau, ông và 3 đồng đội khác bị kỷ luật 2 tuần lương vì có hành vi khiếm nhã trong lúc say rượu với các du khách Mỹ tại khách sạn Heathrow vào ngày 12 tháng 9, một ngày sau sự kiện 11 tháng 9.
Bàn thắng đầu tiên của Lampard cho Chelsea đến vào tháng 9 năm 2001 trong trận gặp Levski Sofia tại cúp UEFA. Lampard nói về bàn thắng này như sau:"Bàn thắng đầu tiên ghi vào lưới Levski Sofia không phải là một bàn thắng đẹp, quả bóng đập vào người tôi và bàn thắng được ghi, đơn giản vậy thôi." Tuy nhiên, phải 3 tháng sau đó anh ông có bàn thắng đầu tiên cho Chelsea tại Giải Ngoại hạng trong trận đấu với Bolton Wanderers.
Mùa giải đầu tiên với Chelsea, Lampard ghi được 7 bàn thắng. Cả mùa giải 2001-02, ông có mặt đầy đủ các trận tại Giải bóng đá ngoại hạng Anh và ghi 8 bàn. Mùa giải 2002-03, ngay trận mở màn gặp Charlton Athletic, ông đã được bầu là cầu thủ xuất sắc nhất trận.
Mùa giải 2003-2004, mùa giải đầu tiên Chelsea nằm dưới quyền quản lý của tỉ phú người Nga Roman Abramovich, ông trở thành cầu thủ xuất sắc nhất tháng 9 và Cầu thủ xuất sắc nhất tháng 10 do cổ động viên bình chọn. Cả mùa giải, ông ghi được 10 bàn tại giải ngoại hạng và 4 bàn tại Cúp các đội vô địch bóng đá quốc gia châu Âu, nơi Chelsea vào đến bán kết và chịu thua AS Monaco của Pháp với tỉ số chung cuộc 5-3 (Lampard đã ghi được một bàn thắng trong trận lượt về). Kết thúc mùa giải năm đó, Lampard cũng giành chiến thắng áp đảo trong cuộc bầu chọn danh hiệu Cầu thủ London xuất sắc nhất năm 2003 trên mạng do nhật báo London Everning Standard tổ chức với 54% số người bầu chọn, vượt xa người tiếp theo là Thiery Henry của Arsenal (18%) và Scott Parker của Charlton Athletic (16%).

#### 2005–2007

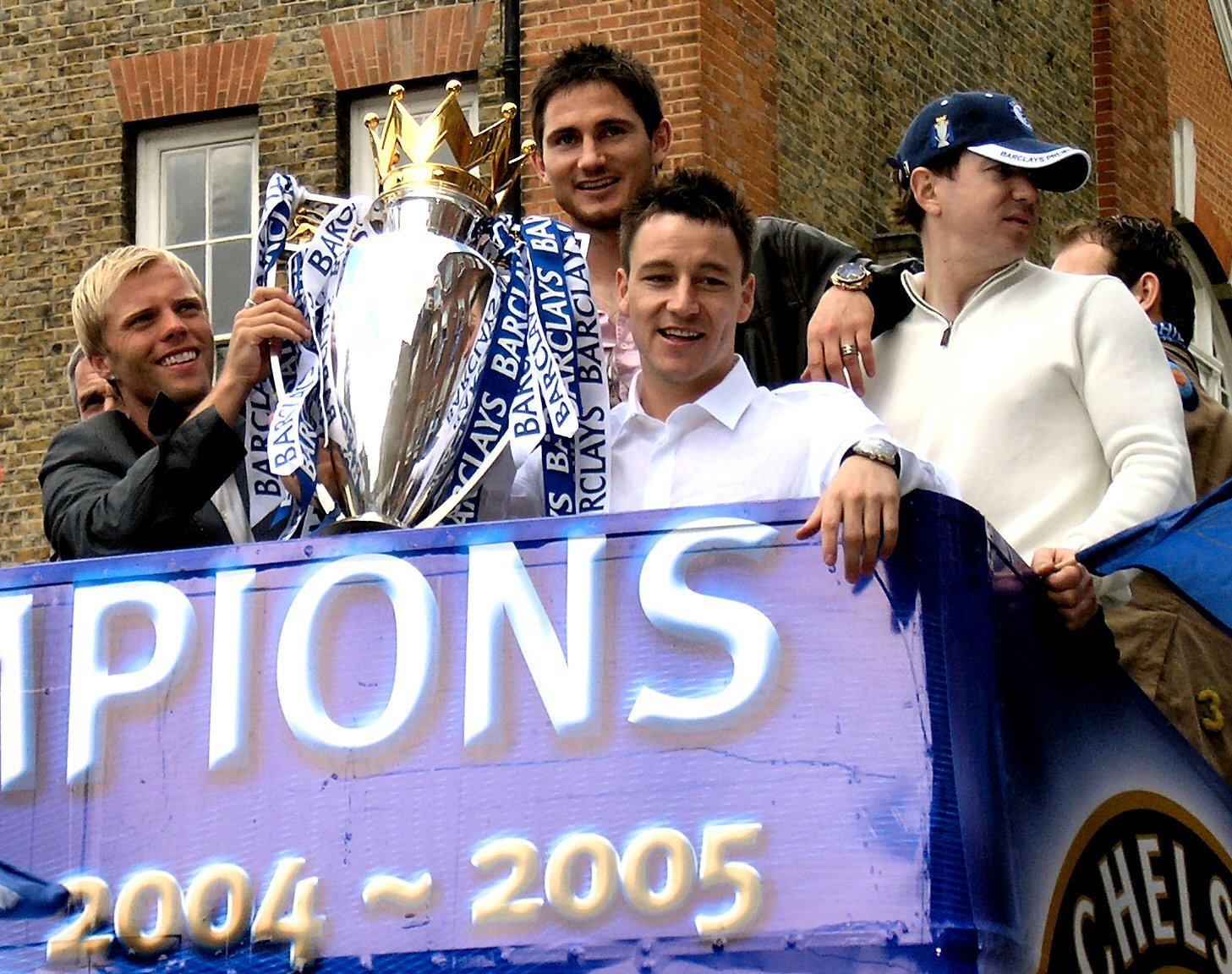
Lampard và các cầu thủ Chelsea khác ăn mừng danh hiệu vô địch Premier League 2004-05

Ngày 25 tháng 7 năm 2004, sau nhiều tháng đàm phán, cuối cùng Lampard cũng đồng ý gia hạn hợp đồng với Chelsea thêm 5 năm. Mùa giải 2004-2005, Chelsea chào đón tân huấn luyện viên người Bồ Đào Nha Jose Mourinho. Dưới sự dẫn dắt của Mourinho, Chelsea đã giành được danh hiệu vô địch Giải bóng đá ngoại hạng Anh sau 50 năm chờ đợi và Cúp Liên đoàn bóng đá Anh, lần thứ 2 liên tiếp vào đến bán kết UEFA Champions League. Trong 38 trận ở giải ngoại hạng, Lampard ghi được 13 bàn, dẫn đầu danh sách kiến thiết với 16 đường chuyền thành bàn. Ngày 1 tháng 5 năm 2005, cú đúp của Lampard đã giúp Chelsea hạ chủ nhà Bolton Wanderers 2-0, và chính thức đăng quang chức vô địch giải Ngoại hạng trước 3 vòng đấu và đây là danh hiệu vô địch giải đấu cao nhất nước Anh đầu tiên của câu lạc bộ này kể từ năm 1955.
Tại đấu trường châu Âu, ông đã có bàn thắng nâng tỉ số lên 2-0 trong chiến thắng 4-2 của Chelsea tại lượt về vòng 1/16 gặp Barcelona. Ở tứ kết, ông ghi 3 bàn trong 2 trận gặp Bayern Munich trong đó có hai bàn thắng vô cùng đẳng cấp ở trận lượt đi Sau cùng, Chelsea đã bị Liverpool loại ở bán kết với một bàn thắng gây tranh cãi. Ở League Cup, Lampard đã ghi bàn ấn định chiến thắng 2-1 trước Fulham tại tứ kết và mở tỉ số trong trận bán kết lượt về thắng Manchester United 2-1, góp công lớn giúp Chelsea giành chức vô địch League Cup. Cả mùa giải, trên mọi mặt trận, Lampard ghi được 19 bàn cho Chelsea. Trong tổng số 59 trận đấu của Chelsea ở mùa giải này, Lampard chỉ vắng mặt duy nhất 1 trận do bị treo giò, còn lại ông đã chơi trọn vẹn 90 phút trong 53 trận và 5 trận khác vào sân từ ghế dự bị. Ông còn là chủ nhân của hàng loạt kỷ lục của Chelsea trong mùa giải như cầu thủ có tỷ lệ chuyền bóng thành bàn cao nhất (99), giúp đỡ đồng đội ghi bàn nhiều nhất (68), buộc đối phương phải phạm lỗi nhiều nhất (10), phạm lỗi nhiều nhất (80), sút trúng mục tiêu nhiều nhất (319, nhiều gấp đôi Didier Drogba đứng thứ nhì với 39 lần). Ở giải Ngoại hạng Anh, Lampard cũng là một trong 14 cầu thủ đã tham dự toàn bộ cả 38 vòng đấu. Lampard giành được danh hiệu Cầu thủ hay nhất nước Anh trong mùa giải, do Hiệp hội các phóng viên bóng đá (Football Writers' Association) nước này bình chọn khi đứng trên người đồng đội John Terry và hậu vệ Liverpool Jamie Carragher nhưng thất bại trước Terry trong cuộc bầu chọn cầu thủ xuất sắc nhất mùa bóng của Hiệp hội cầu thủ chuyên nghiệp Anh (PFA).
Mùa giải 2005-2006, Lampard tiếp tục cùng Chelsea giành danh hiệu vô địch Giải bóng đá ngoại hạng Anh lần thứ 2 liên tiếp. Tháng 9 năm 2005, ông được chọn làm thành viên của FIFPro World XI, đội hình tiêu biểu được lựa chọn bởi các cầu thủ chuyên nghiệp ở 40 quốc gia. Ngày 29 tháng 10, Lampard lập được cú đúp trong chiến thắng 4-2 trước Blackburn Rovers từ một quả phạt đền và một cú sút phạt trực tiếp với khoảng cách hơn 20m. Sau trận đấu, huấn luyện viên Mourinho đã ngợi khen Lampard là cầu thủ xuất sắc nhất thế giới. Ngày 26 tháng 11 năm 2005, ông đã góp mặt trong chiến thắng 2-0 của Chelsea trước Portsmouth, qua đó lập kỷ lục ra sân liên tục trong 160 trận, vượt qua kỷ lục 159 trận của thủ thành David James khi James còn chơi cho Liverpool. Thành tích ấn tượng này bắt đầu từ ngày 13 tháng 10 năm 2001 khi Lampard được tung vào sân thay Jimmy-Floyd Hasselbaink ở phút thứ 73 trong trận đấu với Leicester City. Kỷ lục kết thúc vào ngày 28 tháng 12 năm 2005 với con số 164 trận, khi anh không thể ra sân trong trận gặp Manchester City vì bệnh. Cùng với kỷ lục này, Lampard cũng ẵm luôn giải thưởng 1.000 bảng Anh cho cầu thủ đầu tiên của Giải ngoại hạng ghi được 10 bàn thắng trong mùa giải 2005-2006, đứng trên cả Ruud van Nistelrooy, Thierry Henry trong danh sách các cầu thủ ghi bàn hàng đầu.
Ở mùa giải 2005-2006, tuy Chelsea bị loại sớm ngay vòng 1/16 Champions League, Lampard cũng nhận được danh hiệu Quả bóng Bạc châu Âu, sau Ronaldinho. Sau đó 1 tháng, ông lại một lần nữa về thứ nhì sau Ronaldinho trong cuộc bầu chọn Cầu thủ xuất sắc nhất năm của FIFA. Tiền đạo Michael Owen, đồng đội của Lampard tại đội tuyển Anh đã ca ngợi sự tiến bộ vượt bậc của anh trong hai mùa bóng qua và đồng thời khuyên ông nên chuyển qua nước ngoài thi đấu. Kết thúc mùa giải 2005-06, ông là cầu thủ ghi nhiều bàn thắng nhất cho Chelsea với 20 bàn, riêng tại Giải ngoại hạng là 16 bàn, số bàn thắng nhiều nhất được ghi bởi một tiền vệ tại Premiership.
Do đội trưởng John Terry chấn thương dài hạn, Lampard đã đảm nhận chiếc băng đội trưởng Chelsea trong phần lớn thời gian mùa bóng 2006-07. Ngày 17 tháng 12, Lampard ghi bàn trong chiến thắng 3-2 trước Everton, đó là bàn thắng thứ 77 của ông cho câu lạc bộ và bàn thắng này đưa ông vượt qua Dennis Wise để trở thành tiền vệ ghi nhiều bàn thắng nhất cho Chelsea. Lampard kết thúc mùa giải với 21 bàn thắng trên mọi mặt trận, trong đó có cú hat-trick đầu tiên cho Chelsea trong trận Chelsea đại thắng Macclesfield Town 6-1 ngày 6 tháng 1 năm 2007 trong khuôn khổ cúp FA. Sau đó, tại tứ kết, ông tiếp tục ghi 2 bàn thắng vào lưới Tottenham Hotspur, giúp Chelsea gỡ hòa 3-3 từ chỗ bị dẫn trước 3–1, và ông được bầu là cầu thủ xuất sắc nhất vòng tứ kết cúp FA. Đến trận bán kết với Blackburn Rovers, chính Lampard là cầu thủ đã ghi bàn mở tỉ số ngay từ phút thứ 16 để mang về chiến thắng chung cuộc 2-1 cho Chelsea. Cuối mùa giải, Lampard cùng Chelsea giành Cúp FA và Cúp Liên đoàn bóng đá Anh, nhưng bị tuột mất danh hiệu Giải bóng đá ngoại hạng Anh về tay Manchester United.

#### 2007–2009

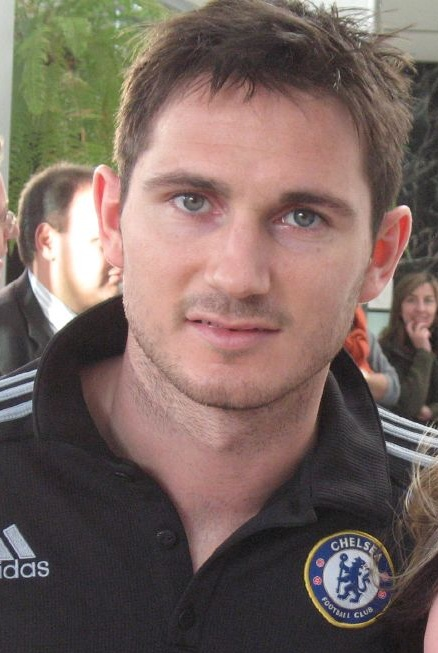
Lampard năm 2007

Mùa giải 2007-2008 là mùa giải mà Lampard bị chấn thương hành hạ nên anh chỉ ra sân trong 40 trận trên mọi mặt trận, trong đó riêng Giải bóng đá ngoại hạng Anh là 24 trận – số trận ít nhất anh thi đấu trong một mùa kể từ mùa giải 1996–97. Mùa giải này cũng chứng kiến sự ra đi của Jose Mourinho vào cuối tháng 8 năm 2007 và huấn luyện viên người Israel Avram Grant lên thay.
Giai đoạn đầu mùa giải, Lampard thường bị chỉ trích nặng nề vì phong độ sa sút cả trong màu áo đội tuyển Anh lẫn Chelsea. Ngày 1 tháng 11, ông đã lập một hat-trick vào lưới đội hạng nhất Leicester City tại vòng 4 Cúp Liên đoàn giúp Chelsea lội ngược dòng thành công với tỉ số 4-3. Huấn luyện viên Grant đã phát biểu sau trận đấu:"Hat-trick của cậu ấy trong trận đấu này đã cứu Chelsea khỏi một thất bại đáng xấu hổ". Ngày 16 tháng 2 năm 2008, Lampard trở thành cầu thủ thứ tám của Chelsea ghi được 100 bàn thắng khi ghi bàn trong trận Chelsea thắng Huddersfield Town 3-1 tại Cúp FA. Sau hồi còi kết thúc trận đấu, Lampard đã khoe cho các đổ động viên Chelsea thấy áo thun của ông có hàng chữ trước ngực "100 Not Out, They Are All For You, Thanks". Ngày 12 tháng 3, Lampard ghi 4 bàn trong trận thắng 6-1 trước Derby County.
Tại Cúp các đội vô địch bóng đá quốc gia châu Âu 2007-08, Lampard có bàn thắng ấn định chiến thắng 2-0 trước đội bóng Thổ Nhĩ Kỳ Fenerbahçe qua đó đưa Chelsea vào bán kết. Ngày 30 tháng 4, ông vẫn quyết định thi đấu trong trận lượt về bán kết với Liverpool dù mẹ ông mới mất một tuần trước đó. Trong trận này, Lampard đã ghi được một bàn thắng ở phút thứ 98 sau một cú sút phạt đền thành công và đưa Chelsea lần đầu tiên trong lịch sử lọt vào chung kết giải đấu cao nhất cấp câu lạc bộ ở châu Âu. Sau bàn thắng, ông đã hướng lên khán đài nơi chật kín các cổ động viên Chelsea đang đứng lên dành cho anh những tràng pháo tay, và nói "That was for you, Mum".
Trong trận chung kết với Manchester United, Lampard đã có bàn thắng quân bình tỉ số 1-1 ở phút 45, khi bất ngờ ập vào dứt điểm ở khoảng cách gần đánh bại thủ thành người Hà Lan Edwin van der Sar. Tuy nhiên, cuối cùng, trong loạt sút luân lưu, MU đã đánh bại Chelsea 6-5. Kết thúc mùa giải năm đó, Chelsea không giành được danh hiệu nào.
Ngày 13 tháng 8 năm 2008, Lampard gia hạn hợp đồng với Chelsea thêm 5 năm nữa với số tiền ông sẽ nhận được là 39.2 triệu bảng, khiến ông trở thành cầu thủ được trả lương cao nhất Giải ngoại hạng Anh. Ngày 28 tháng 8, Lampard đã vượt qua Michael Essien, Cesc Fabregas, Steven Gerrard và Paul Scholes để đoạt danh hiệu Tiền vệ xuất sắc nhất UEFA Champions League 2007-08. Ông bắt đầu mùa giải 2008-09 với 5 bàn sau 11 trận tại Giải bóng đá ngoại hạng Anh 2008-09 trong đó có bàn thắng ngay trận đầu tiên mùa giải với Portsmouth. Ông ghi bàn thắng thứ 150 cho Chelsea trong trận gặp Manchester City FC. Sau đó ông ghi bàn bằng một pha lốp bóng vô cùng đẳng cấp bằng chân trái từ khoảng cách 18 m trong cuộc đối đầu với Hull City. Huấn luyện viên Luiz Felipe Scolari đã khen ngợi Lampard:"Đó là bàn thắng đẹp nhất mà tôi đã từng thấy. Tôi sẽ bầu cho Lampard trở thành cầu thủ xuất sắc nhất thế giới, chỉ có cầu thủ với trí thông minh như anh ấy mới ghi được bàn thắng như vậy."
Ngày 2 tháng 11, ông có bàn thắng thứ 100 tại Giải ngoại hạng Anh trong trận thắng 5-0 trước Sunderland. 18 trong 100 bàn này đến từ chấm phạt đền. Mặc dù vậy, theo như ban đầu thì các số liệu của BBC và Sky Sports không giống với số liệu của Chelsea thống kê. Hai tờ báo thể thao này cho rằng Lampard chỉ mới ghi được 99 bàn thắng. Chelsea sau đó đã phải liên hệ với ban tổ chức Premier League để chính thức xác nhận thành tích này. Ông nhận danh hiệu cầu thủ xuất sắc nhất trong tháng của Premier League lần thứ 3 trong sự nghiệp vào tháng 10. Sau nhiều trận không ghi bàn, Lampard đã ghi 3 bàn trong 2 ngày, 1 bàn vào lưới West Bromwich Albion và 2 bàn vào lưới Fulham.
Ngày 17 tháng 1 năm 2009, ông có trận đấu thứ 400 cho Chelsea trong trận gặp Stoke City, trận đấu mà ông cũng chính là người ghi bàn thắng ấn định tỷ số 2-1. Huấn luyện viên Scolari nhân đó đã đánh giá ông là cầu thủ xuất sắc nhất thế giới. Ngày 1 tháng 2, trong trận đấu với Liverpool, khi tỉ số đang là 0-0, ông bị trọng tài Mike Riley phạt thẻ đỏ trực tiếp sau pha phạm lỗi với Xabi Alonso và chung cuộc Chelsea thua 2-0. Huấn luyện viên Scolari đã yêu cầu Hiệp hội bóng đá Anh (FA) xem xét lại quyết định qua băng ghi hình. Băng ghi hình cho thấy Lampard đã tranh chấp đúng luật khi vào trúng bóng trước khi chạm vào người Alonso. Vì vậy, Chelsea quyết định kháng cáo chiếc thẻ đỏ của Lampard lên Hội đồng kỷ luật Hiệp hội bóng đá Anh. Sau khi xem lại tình huống va chạm đó cùng lời thừa nhận của trọng tài Riley rằng ông đã sai khi truất quyền thi đấu của Lampard, Hội đồng kỷ luật FA quyết định xóa bỏ án treo giò 3 trận của anh. Ngày 1 tháng 3, ông ghi bàn thắng bằng đầu ấn định chiến thắng 2-1 cho Chelsea trước Wigan Athletic, giúp Chelsea vượt qua Liverpool để trở lại vị trí thứ hai trên bảng xếp hạng nhưng bàn thắng này của anh đã bị huấn luyện viên Steve Bruce của Wigan phản đối vì cho rằng Lampard đã phạm lỗi trước đó.
Trong trận tứ kết lượt về Cúp các đội vô địch bóng đá quốc gia châu Âu 2008-09 gặp Liverpool, Lampard đã ghi 2 bàn trong trận hòa 4-4, đưa Chelsea vào bán kết với tổng tỉ số 2 lượt đi về 7-5. Tuy nhiên, tại bán kết, họ đã phải dừng bước trước FC Barcelona. Lampard ghi được 12 bàn tại Giải ngoại hạng năm đó và là mùa giải thứ 4 liên tiếp, ông ghi được hơn 20 bàn thắng. Cuối mùa giải, Lampard cùng Chelsea giành danh hiệu Cúp FA sau chiến thắng 2-1 trước Everton và anh đóng góp 1 bàn thắng trong trận này. Ngoài ra, ông còn nhận được giải thưởng Cầu thủ xuất sắc nhất trong năm của Chelsea lần thứ ba do chính các cổ động viên của The Blues bình chọn. Với thành tích này, Lampard đã vượt qua một loạt các cầu thủ Chelsea từng hai lần ẵm danh hiệu này như John Hollins, Charlie Cooke, Ray Wilkins, John Terry, Dennis Wise và Gianfranco Zola.

#### 2009-2011

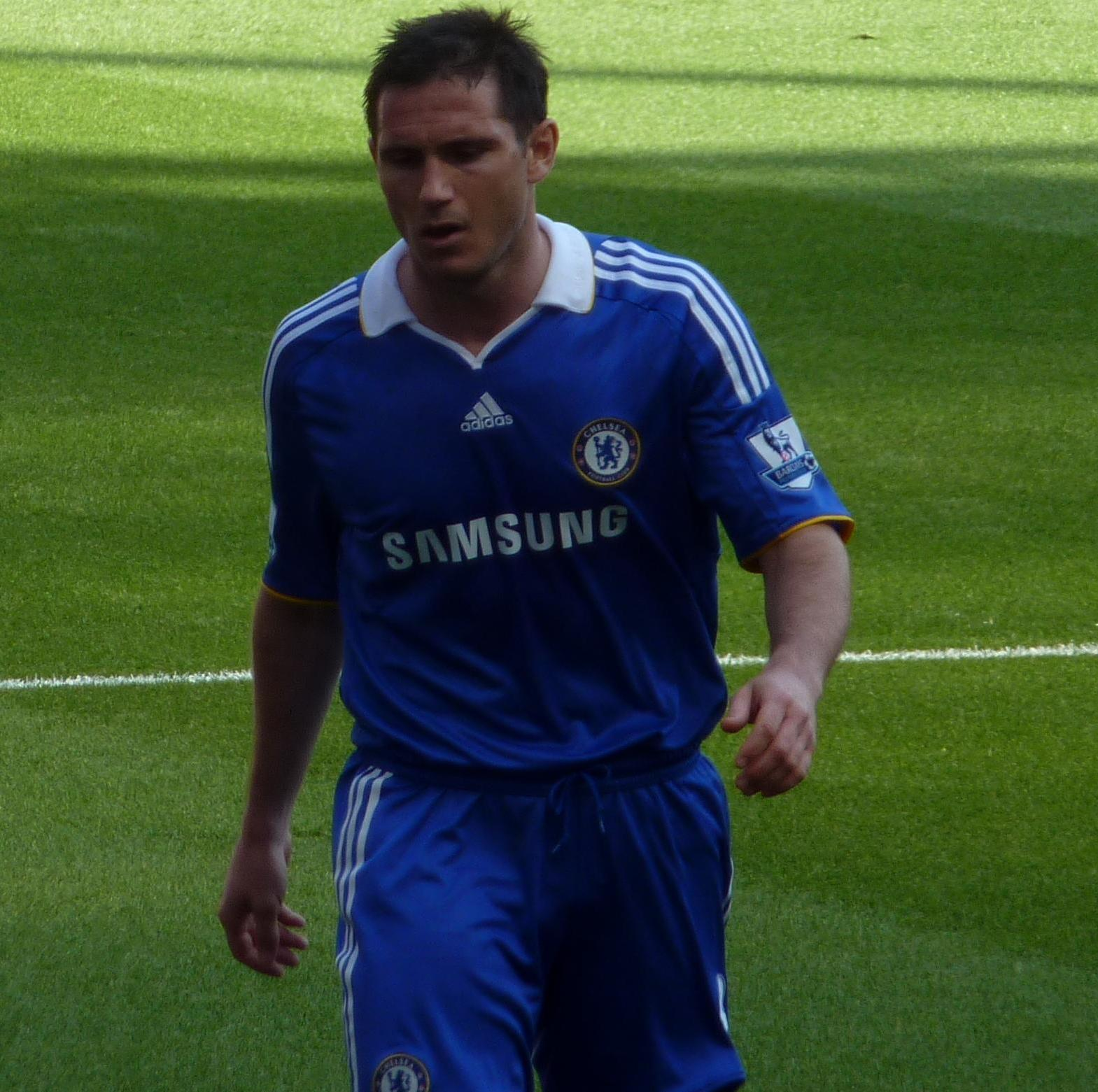
Ảnh chụp Frank Lampard vào tháng 12 năm 2009

Mở đầu mùa giải 2009-10, Lampard đã ghi bàn nâng tỉ số 2-1 cho Chelsea trong trận tranh cúp Community Shield với MU. Chung cuộc, hai đội hòa nhau 2-2 và Chelsea giành cúp sau chiến thắng 4-1 trên chấm luân lưu.
Ngày 18 tháng 8 năm 2009, với bàn thắng từ chấm phạt đền vào lưới Sunderland, Lampard đã nâng tổng số bàn thắng của ông ghi cho Chelsea lên con số 132, bằng với huyền thoại Jimmy Greaves và trở thành cầu thủ ghi bàn nhiều thứ 5 trong lịch sử sân Stamford Bridge. Lampard tuyên bố mục tiêu tiếp theo của anh trong mùa giải là vượt qua kỷ lục 150 bàn thắng của huyền thoại Peter Osgood, trước khi vươn tới kỷ lục 202 bàn thắng của Bobby Tambling ghi cho Chelsea. Vào ngày 22 tháng 10, trong trận đấu vòng bảng Cúp các đội vô địch bóng đá quốc gia châu Âu 2009-10 với Atletico Madrid, Lampard đã chấm dứt cơn khát bàn thắng từ ngày 18 tháng 8 với một cú sút chìm bất ngờ từ ngoài cấm địa. Đây là bàn thắng thứ 133 của ông cho câu lạc bộ và giúp ông vượt qua thành tích của Greaves. Huấn luyện viên Ancelotti đã tỏ ra hạnh phúc với bàn thắng đầu tiên của Lampard sau 10 trận anh đã không ghi bàn. Sau đó 2 ngày, Lampard có cú đúp vào lưới Blackburn Rovers trong đó có một bàn từ chấm phạt đền. Cả hai bàn thắng của ông đều có sự đóng góp của tiền đạo Didier Drogba. Lampard sau đó vào ngày 30 tháng 10 lại có tên trong danh sách 23 ứng cử viên sẽ nằm trong cuộc đua tới danh hiệu cầu thủ xuất sắc nhất thế giới năm 2009 do FIFA bầu chọn. Một ngày sau, ông ghi bàn mở tỉ số trong trận đại thắng 4-0 của Chelsea trước Bolton tại Giải ngoại hạng Anh từ chấm phạt đền.
Ngày 5 tháng 12, trong trận đấu với Manchester City tại Giải ngoại hạng Anh, khi Chelsea đang bị dẫn trước 2-1, Lampard đã đá hỏng quả phạt đền ở phút 82, bỏ lỡ cơ hội san bằng tỉ số và khiến Chelsea bị MU rút ngắn khoảng cách ngôi đầu bảng xuống chỉ còn 2 điểm. Ngày 17 tháng 12, Lampard trở thành cầu thủ thứ 17 trong lịch sử Chelsea có thành tích 300 trận khoác áo cho câu lạc bộ tại giải ngoại hạng trong trận đấu với Portsmouth và ông cũng là người ghi bàn ấn định chiến thắng 2-1 cho Chelsea. Ba ngày sau đó, trong trận derby thành London với West Ham United, Lampard đã tiếp tục ghi bàn, ấn định tỉ số 1-1 của trận đấu từ chấm phạt đền. Điều đặc biệt là ông đã phải thực hiện tới 3 lần cú sút phạt đền này do cầu thủ hai đội liên tục đứng không đúng quy định khi anh sút bóng. Tuy nhiên, Lampard đã chứng tỏ bản lĩnh và "thần kinh thép" khi thực hiện thành công trọng trách của mình.
Lampard có bàn thắng đầu tiên trong năm 2010 với cú sút xa từ khoảng cách 35 m nâng tỉ số lên 4-0 trong chiến thắng 5-0 trước Watford tại vòng 3 cúp FA. Trong hai ngày 16 tháng 1 và 27 tháng 1, ông đều lập được cú đúp trong hai trận liên tiếp tại Giải ngoại hạng Anh là chiến thắng 7-2 của Chelsea trước Sunderland và 3-0 trước Birmingham City. Trong hai trận đấu này, anh đều được Goal.com chấm 8 điểm sau trận đấu và là cầu thủ xuất sắc nhất trận gặp Birmingham City. Sau trận đấu với Sunderland, Lampard một lần nữa đoạt giải thưởng cầu thủ Anh xuất sắc nhất năm của Football Writers' Association's (Hiệp hội nhà báo bóng đá), lần trước là vào năm 2005. Phát biểu tại buổi lễ trao giải, ông cho biết:"Đây là một phần thưởng đầy bất ngờ đối với tôi. Tôi không rõ đây đã phải là giai đoạn cuối cùng của sự nghiệp chưa, nhưng tôi rất tự hào về những gì mình đã đạt được và để có được sự công nhận đó từ FWA đó là một vinh dự rất lớn".
Ngày 27 tháng 2, Lampard đã ghi được hai bàn thắng trong trận đấu với Manchester City nhưng chung cuộc Chelsea lại thua 4-2 ngay trên sân nhà Stamford Bridge. Đúng một tháng sau, ông có màn trình diễn chói sáng trong trận đại thắng 7-1 trước Aston Villa với 4 lần lập công trong đó có 2 bàn thắng được ghi từ chấm phạt đền. Goal.com đã chấm Lampard điểm số 9, điểm số cao nhất trận đấu. 4 bàn thắng trong trận này giúp Lampard duy trì được hiệu suất ghi bàn 20 bàn/mùa trong năm mùa giải liên tiếp và cũng đồng thời đưa ông vượt qua hai huyền thoại của Chelsea là Roy Bentley và Peter Osgood để vươn lên hạng 3 trong danh sách các cầu thủ ghi bàn nhiều nhất mọi thời đại cho Chelsea với 151 bàn thắng. Trợ lý huấn luyện viên Ray Wilkins phát biểu sau trận đấu đã nói Lampard là vô giá đối với Chelsea.
Lampard đạt đến cột mốc 20 bàn tại Giải ngoại hạng Anh 2009-10 với cú đúp trong chiến thắng 7-0 trước Stoke City tại sân Stamford Bridge ngày 25 tháng 4. Trong hai trận đấu cuối cùng với Liverpool và Wigan, Lampard đều ghi bàn để khép lại Giải ngoại hạng 2009-10 với 22 bàn và cùng Chelsea giành chức vô địch Giải ngoại hạng lần thứ ba.
Ngày 14 tháng 8 năm 2010, Lampard đã ghi bàn thắng đầu tiên tại Giải bóng đá ngoại hạng Anh 2010-11 trong trận thắng 6-0 ngay trận đấu mở màn mùa giải trước West Bromwich. Hai tuần sau, trong chiến thắng 2-0 trước Stoke City, Lampard đã thực hiện không thành công một quả phạt đền và sau trận đấu ông đã phải tham gia phẫu thuật điều trị chứng thoát vị. Phải đến ngày 12 tháng 12, Lampard mới trở lại thi đấu sau gần 4 tháng khi có mặt ở 12 phút cuối trận hòa 1-1 với Tottenham Hostpur.
Ngày 2 tháng 1 năm 2011, Lampard ghi được bàn thắng đầu tiên trong năm mới cho câu lạc bộ từ chấm phạt đền trong trận hòa 3-3 với Aston Villa. Tại trận đấu với Ipswich Town tại vòng 3 cúp FA 2010-2011, ông đã khiến hậu vệ Ipswich phản lưới nhà sau một cú đá phạt, kiến tạo cho Daniel Sturridge ghi bàn nâng tỷ số lên 5-0 trước khi lập cú đúp ấn định chiến thắng 7-0 cho đội chủ nhà để đạt được cột mốc 200 bàn thắng trong sự nghiệp của mình.
Ngày 1 tháng 2, Lampard đã ghi một bàn từ chấm phạt đền và có một tình huống góp phần giúp John Terry ghi bàn trong chiến thắng 4-2 trên sân nhà của Sunderland. Sau đó đúng một tháng, Lampard ghi bàn ấn định chiến thắng 2-1 trước Manchester United, giúp cho Chelsea duy trì hi vọng bảo vệ chức vô địch Ngoại hạng Anh. Vòng đấu tiếp theo, ông lập một cú đúp và có đường chuyền thành bàn cho Terry để giúp Chelsea thắng Blackpool 3-1. Trong trận đấu ở vòng 37 Ngoại hạng Anh 2010-11, Lampard lại ghi bàn vào lưới Manchester United nhưng Chelsea đã thua 2–1 tại Old Trafford, do đó mất luôn danh hiệu vô địch.
Đến trận đấu vòng 3 Giải Ngoại hạng Anh 2011-12, Lampard có được bàn thắng đầu tiên trong mùa giải trong chiến thắng 3-1 trước Norwich City 3–1. Tại UEFA Champions League 2011-12, Lampard ghi bàn mở tỉ số trong trận hòa 1-1 với Valencia tại lượt đấu thứ hai với pha dứt điểm hiểm hóc. Ông có được cú hat-trick thứ 5 trong màu áo Chelsea vào ngày 2 tháng 10 năm 2011 trong chiến thắng 5–1 trước Bolton. Tại vòng 11 Giải Ngoại hạng 2011-12, Lampard ghi bàn thắng duy nhất của trận đấu bằng một pha đánh đầu giúp Chelsea đánh bại Blackburn chấm dứt chuỗi hai trận thua liên tiếp tại Giải Ngoại hạng. Ngày 13 tháng 12, trong trận đấu quan trọng với Manchester City, ông vào sân từ băng ghế dự bị đã ghi bàn ấn định chiến thắng 2-1 cho Chelsea từ chấm phạt đến ở phút 83 của trận đấu.

#### 2012-2014

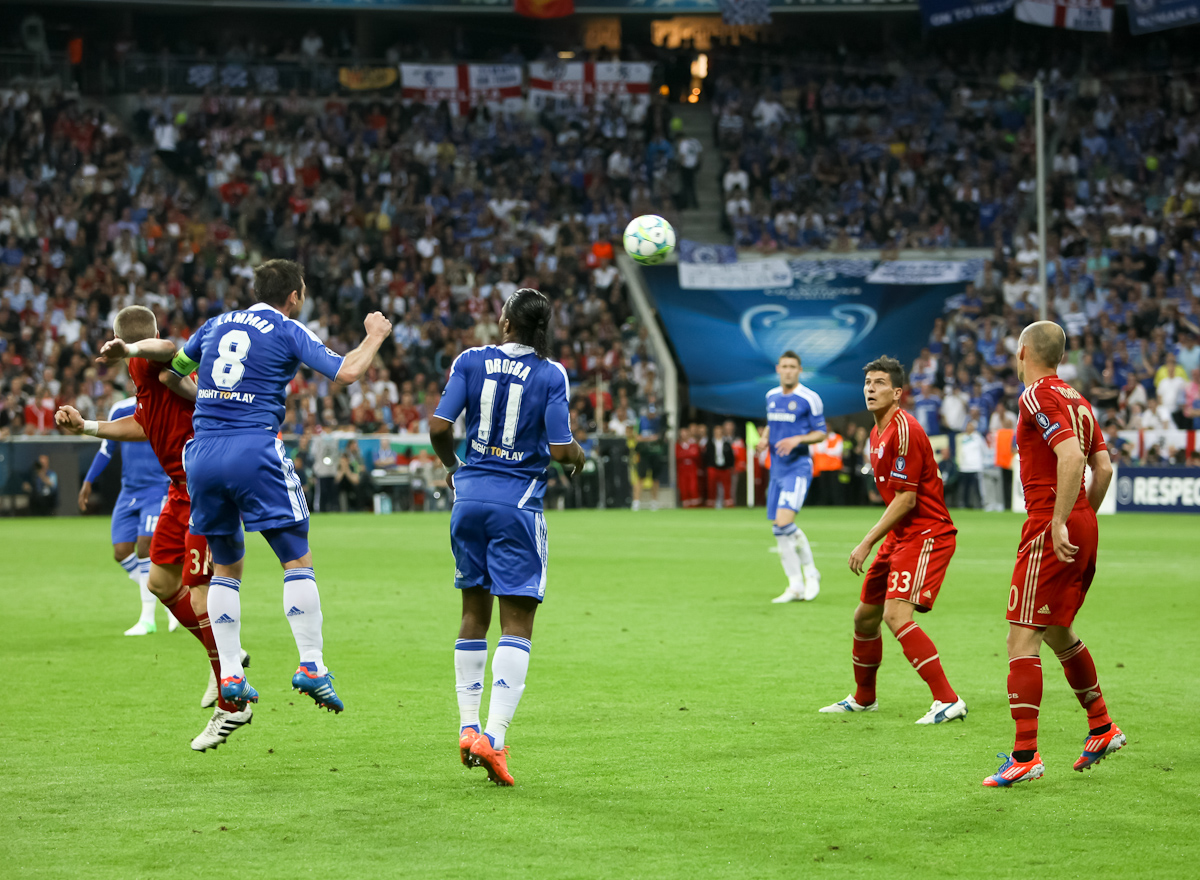
Lampard (số áo 8) và Drogba trong trận Chung kết UEFA Champions League 2012

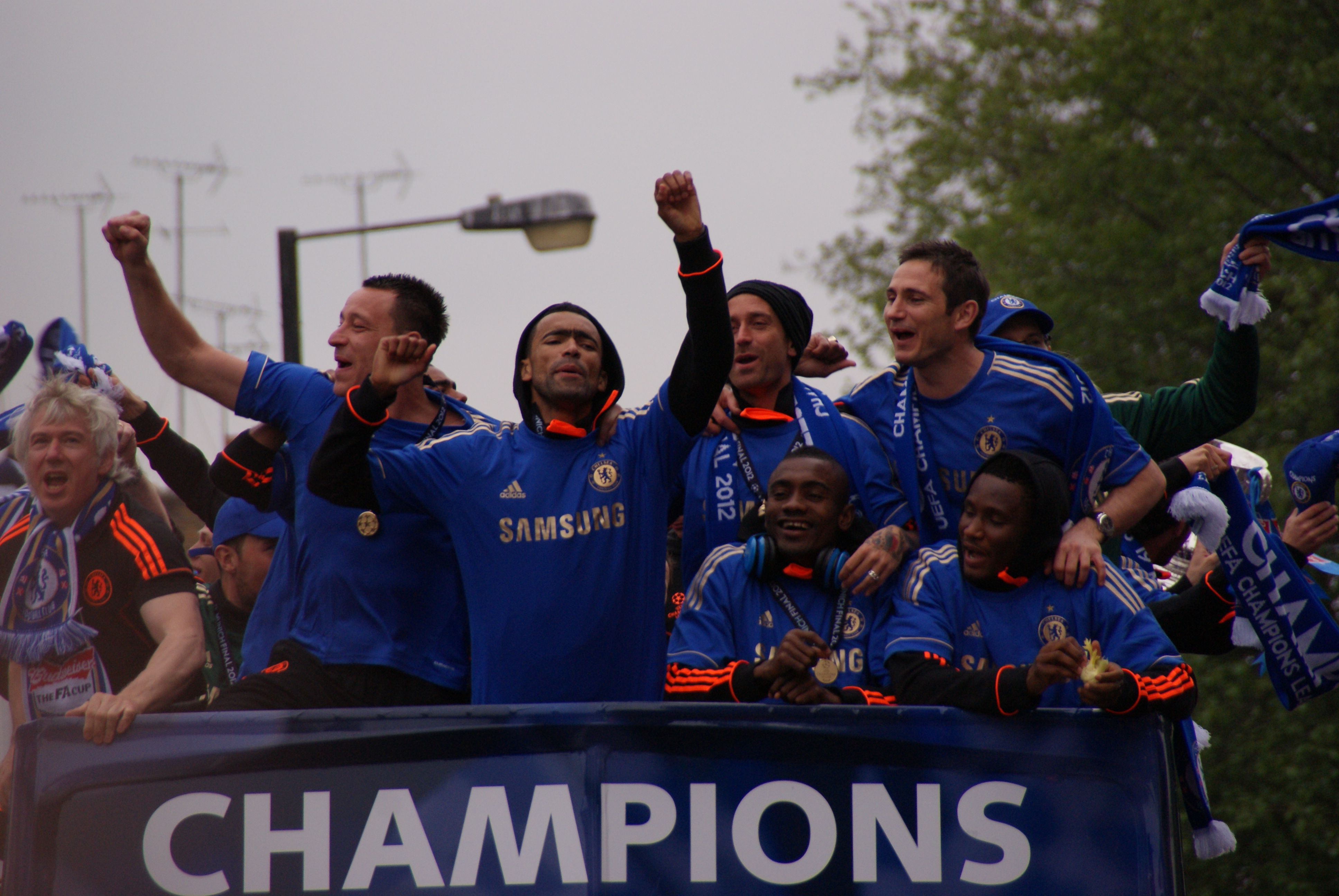
các cầu thủ Chelsea ăn mừng chiến thắng UEFA Champions League 2012

Sau nhiều trận đấu phải ngồi ghế dự bị, Lampard được đá chính trở lại và một lần nữa trở thành người ghi bàn thắng quyết định ở phút 89 cho Chelsea trong chiến thắng 2-1 trước Wolves tại Molineux ngày 2 tháng 1 năm 2012. Ông có bàn thắng đầu tiên tại Cúp FA trong chiến thắng 4-0 trước Portsmouth. Ngày 25 tháng 2 năm 2012, ông ghi một bàn và kiến thiết một bàn trong trận đấu với Bolton, giúp Chelsea thắng 3-0. Bàn thắng trong trận này cũng giúp ông trở thành cầu thủ duy nhất trong lịch sử Premier League ghi được 10 bàn thắng trở lên trong 9 mùa giải liên tiếp.
Ngày 14 tháng 3, trong trận đấu lượt về vòng 1/16 UEFA Champions League với Napoli, Lampard đã có pha đá phạt góc cho Terry ghi bàn và tự mình nâng tỉ số trận đấu lên 3-1 sau cú sút phạt đền rất căng. Chung cuộc Chelsea giành chiến thắng 4-1 và giành quyền vào tứ kết sau khi đã để thua 3-1 ở lượt đi. Sau đó, trong trận tứ kết lượt về thắng Benfica 2-1, Lampard là người ghi bàn mở tỉ số cũng từ chấm phạt đền.
Ngày 9 tháng 4 năm 2012, với bàn thắng vào lưới Fulham, Lampard đã nâng tổng số bàn thắng của mình tại Premier League lên con số 150. Ông đã trở thành cầu thủ thứ 5 sau Alan Shearer, Thierry Henry, Robbie Fowler và Andy Cole nhưng là tiền vệ đầu tiên chạm được cột mốc này kể từ khi giải vô địch quốc gia Anh được đổi tên thành Premier League. Ngày 15 tháng 4 năm 2012, trong chiến thắng 5-1 của Chelsea trước Tottenham Hotspur ở bán kết cúp FA tại sân Wembley, Lampard đã ghi một bàn thắng từ cú sút phạt tuyệt đẹp đưa bóng vào góc xa khung thành.
Trong trận lượt đi bán kết UEFA Champions League với Barcelona, Lampard đã góp công trong bàn thắng duy nhất của trận đấu khi cướp được bóng của Lionel Messi từ giữa sân, sau đó chuyền bóng dài cho Ramires. Ramires chuyền ngang cắt mặt khung thành cho Didier Drogba ghi bàn ở những phút bù giờ của hiệp 1. Sau đó trong trận lượt về ngày 24 tháng 4, sau khi Chelsea đã bị dẫn trước 2-0, Lampard thực hiện đường chuyền xé toang hàng phòng ngự Barca cho Ramires bứt tốc độ thoát xuống rút ngắn tỉ số xuống còn 2-1. Chung cuộc Chelsea hòa Barcelona 2-2 và giành quyền vào chung kết gặp Bayern Munich.
Ngày 5 tháng 5, ông đã có pha chọc khe cho Drogba ghi bàn, giúp Chelsea đánh bại Liverpool 2-1 trong trận chung kết cúp FA 2012. Do John Terry bị thẻ đỏ trong trận đấu với Barcelona nên không thể tham gia trận chung kết Champions League với Bayern Munich, Lampard trở thành đội trưởng của Chelsea trong trận đấu tại sân Allianz Arena.
Trong trận chung kết UEFA Champions League 2012 với Bayern Munich ngày 19 tháng 5, tỉ số là 1-1 sau 90 phút thi đấu chính thức và 30 phút hiệp phụ. Trên loạt sút luân lưu, Lampard đã thực hiện thành công loạt sút thứ ba của mình để cuối cùng Chelsea giành thắng lợi 4-3. Trong lễ đăng quang, Lampard đã cùng Terry nhận và nâng cao chiếc cúp vô địch.
Vắng mặt tại Euro 2012 do chấn thương nhưng Lampard đã kip trở lại thi đấu vào đầu mùa giải 2012-13. Trong trận đấu đầu tiên của Chelsea tại Premier League 2012-13, Lampard đã thực hiện thành công quả phạt đền mà tân binh Eden Hazard mang lại cho Chelsea, giúp Chelsea đánh bại Wigan 2–0. Ở vòng đấu thứ ba thắng Reading 4-2, ông ghi bàn mở tỉ số cũng từ quả phạt đền do công Hazard. Tuy nhiên trong trận đấu vòng bảng UEFA Champions League với Shakhtar Donetsk, Lampard đã bị chấn thương bắp chân và phải nghỉ thi đấu 6 tuần cho đến ngày 8 tháng 12 khi ông vào sân thay cho Hazard trong trận đấu với Sunderland tại Premier League.
Ngày 23 tháng 12, Lampard đi vào lịch sử Chelsea với pha lập công trong chiến thắng 8-0 trước Aston Villa ở Ngoại hạng Anh giúp ông trở thành cầu thủ ghi nhiều bàn thắng nhất cho Chelsea ở giải vô địch quốc gia với 130 bàn, vượt qua cựu danh thủ Bobby Tambling. Trận đấu này cũng là trận đấu thứ 500 tại Premier League mà Frank Lampard có cơ hội ra sân trong đội hình xuất phát. Một tuần sau đó, ông lập cú đúp giúp Chelsea lội ngược dòng đánh bại Everton 2–1.
Ngày 17 tháng 2 năm 2013, Lampard ghi bàn trong chiến thắng 4-0 trước Brentford tại cúp FA, giúp ông trở thành cầu thủ ghi nhiều bàn thắng nhất cho Chelsea tại đấu trường này trong lịch sử với 26 bàn thắng. Ngày 28 tháng 4, Lampard đã ghi bàn thắng thứ 201 cho Chelsea trên chấm phạt đền trong chiến thắng 2-0 trước Swansea và chỉ còn cách kỉ lục ghi bàn Tambling một bàn.
Ngày 11 tháng 5, Lampard chính thức phá vỡ kỷ lục của Tambling và trở thành huyền thoại thực sự của Chelsea với cú đúp trong chiến thắng 2-1 trên sân của Aston Villa trong bối cảnh Chelsea đang bị dẫn trước và mất Ramires vì thẻ đỏ. Trong trận chung kết UEFA Europa League 2013 vào ngày 15 tháng 5, Lampard đã mang băng đội trưởng và cùng Chelsea giành danh hiệu lớn thứ 11 dưới thời Roman Abramovich sau chiến thắng 2-1 trước Benfica. Ngày 16 tháng 5, Lampard gia hạn hợp đồng với Chelsea thêm một năm nữa.
Ngày 18 tháng 8, khi ra sân trong trận đấu với Hull City, Lampard có trận đấu khai mạc tại Premier League lần thứ 18, một kỷ lục tại giải đấu này. Trong trận này, dù bỏ lỡ một quả phạt đền ở đầu trận, ông đã chuộc lỗi bằng pha ghi bàn từ quả đá phạt trực tiếp khoảng cách hơn 30 m. Lampard có bàn thắng thứ 205 cho Chelsea trong chiến thắng 4-0 trước Steaua Bucharest ở lượt đấu thứ hai vòng bảng UEFA Champions League 2013-14. Ngày 23 tháng 11, ông lập cú đúp vào lưới đội bóng cũ West Ham tại Giải Ngoại hạng, trong đó có một quả phạt đền, giúp Chelsea giành chiến thắng 3-0.
Ngày 22 tháng 2 năm 2014, Lampard ghi bàn thắng ở những phút bù giờ trận đấu với Everton, mặc dù bàn thắng này ban đầu được tính cho John Terry. Ngày 2 tháng 4, ông có trận đấu thứ 100 trong trận tứ kết lượt đi thua đội bóng Pháp PSG 3-1. Ngày 5 tháng 4 năm 2014, Lampard có được bàn thắng thứ 250 trong sự nghiệp trong chiến thắng 3-0 trước Stoke City.
Ngày 3 tháng 6 năm 2014, Lampard chính thức xác nhận sẽ rời Chelsea sau 13 năm gắn bó với thành tích tổng cộng 211 bàn thắng, bốn lần kết thúc mùa giải với vị trí chân sút hàng đầu của Chelsea và ba lần được bầu chọn là cầu thủ hay nhất trong mùa bóng của câu lạc bộ này.

### Manchester City
Sau khi hết hạn hợp đồng với Chelsea, Frank Lampard quyết định đầu quân cho New York City FC và tại đây ông được cung cấp bản hợp đồng có thời hạn 2 năm với mức lương 113.000 bảng/tuần. Tuy nhiên, vì giải MLS 2015 phải tới tháng 3 sang năm với bắt đầu vì vậy trong thời gian chờ đợi CLB New York quyết định gửi Lampard sang Man City thi đấu theo dạng cho mượn.  Ông có trận ra mắt Man City trong trận hòa 2-2 trên sân khách trước Arsenal vào ngày 13 tháng 9; ông đã nhận một thẻ vàng và được thay ra ở hiệp một cho Samir Nasri. Anh ấy ghi bàn thắng đầu tiên cho câu lạc bộ vào ngày 21 tháng 9 với một cú vô lê từ trong vòng cấm vào lưới đội bóng cũ Chelsea, khi chỉ vào sân trong 7 phút. Bàn thắng gỡ hòa của Lampard đã chấm dứt chuỗi trận toàn thắng của Chelsea trong mùa giải, nhưng đó là bàn thắng mà ông không ăn mừng, và Lampard thừa nhận đã gần như không nói lên lời sau bàn thắng “Đó là một tình huống khó xử. Tôi sẽ bị coi là không chuyên nghiệp nếu từ chối vào sân và làm công việc của mình. Thật khó khăn đối với một người đã có 13 năm tuyệt vời cùng các CĐV Chelsea. Dĩ nhiên tôi đã làm hài lòng đội bóng mình đang khoác áo với một kết quả hòa. Nhưng quả thật, tôi gần như không nói lên lời”.. Trong trận đấu đầu tiên của Lampard tại League Cup 3 ngày sau đó, anh ghi bàn đầu tiên và bàn thắng cuối cùng khi đội bóng đánh bại Sheffield Wednesday với tỷ số 7–0 trên sân nhà ở vòng 3. Vào ngày 27 tháng 9, Lampard vào sân ở phút 71, ghi thêm 1 bàn thắng nữa để có 4 bàn sau 4 trận và là bàn thứ 4 của anh trong tuần đó. Lampard xuất hiện lần đầu tiên tại Champions League vào ngày 30 tháng 9 trong trận hòa 1-1 của Manchester City với Roma.
Vào ngày 1 tháng 1 năm 2015, một ngày sau khi gia hạn hợp đồng với câu lạc bộ, Lampard đã ghi bàn thắng quyết định cho Man City trong trận đấu với Sunderland. Vào ngày 14 tháng 3 năm 2015, Lampard có trận đấu thứ 600 tại Premier League, trở thành cầu thủ thứ 2 làm được điều này sau Ryan Giggs, ông vào sân thay người trong trận thua 0-1 của Man City trước Burnley. Vào ngày 24 tháng 5, Lampard là đội trưởng của Manchester City trong trận đấu cuối cùng của mùa giải và cũng là trận đấu cuối cùng của ông với câu lạc bộ. Ông ghi bàn thắng thứ 177 tại Premier League để giúp Man City vượt lên dẫn trước trong chiến thắng chung cuộc 2–0 trước Southampton tại sân nhà và được thay thế bởi Jesús Navas ở phút 77.

### New York City

#### 2015–16: Mùa giải cuối cùng và giải nghệ
Vào ngày 10 tháng 1 năm 2015, Lampard đã ký hợp đồng để chơi cho New York City FC tại MLS, bắt đầu vào ngày 1 tháng 7 Chấn thương đã trì hoãn trận ra mắt của ông cho đến ngày 1 tháng 8, khi ông vào sân thay Andrew Jacobson ở phút 69 trong trận thua 3–2 trước Montreal Impact tại Sân vận động Yankee. Vào tháng 7, Lampard là một trong 22 cầu thủ được điền tên vào danh sách MLS All-Star Game 2015. Vào ngày 16 tháng 9, ông ghi bàn thắng đầu tiên ở MLS khi đội đánh bại Toronto 2–0 để chấm dứt chuỗi 3 trận thua 11 ngày sau, Lampard ghi bàn mở tỷ số trong chiến thắng 2-1 trước Vancouver Whitecaps ở phút thứ 29; Ông sau đó cũng bị phạm lỗi trong vòng cấm ở phút bù giờ cuối cùng, điều này cho phép David Villa chuyển hóa bàn thắng ấn định tỷ số trận đấu từ quả phạt đền. Vào ngày 2 tháng 10, ông ghi bàn thắng nhanh nhất từ trước đến nay của New York City trong lịch sử MLS trong trận thua 2-1 trên sân khách trước D.C. United. Đội bóng đã kết thúc mùa giải đầu tiên bên ngoài một suất tham dự Vòng loại trực tiếp MLS Cup, điều này đã thu hút sự chỉ trích từ một số phương tiện truyền thông, những người mong đợi nhiều hơn từ bộ ba cầu thủ được chỉ định của câu lạc bộ gồm các cựu vô địch Champions League là Lampard, David Villa và Andrea Pirlo.
Sau khi bỏ lỡ giai đoạn đầu mùa giải vì chấn thương bắp chân, Lampard đã ra sân lần đầu tiên vào năm 2016 vào ngày 22 tháng 5 trong trận derby New York, chơi 15 phút cuối cùng; New York City thua trận với tỷ số 7–0, trong khi Lampard bị chính các cổ động viên của đội mình chế nhạo. Tuy nhiên, sau đó ông đã ghi bàn trong trận đấu đầu tiên của mùa giải trước Philadelphia Union vào ngày 18 tháng 6 và được cổ vũ bởi các cổ động viên New York một lần nữa. Trong lần xuất phát thứ 2, ông đã ghi được bàn thắng liên tiếp vào lưới Seattle Sounders vào ngày 20 tháng 6. Bàn thắng thứ 4 trong 5 trận đấu đến với Sporting Kansas City trong thất bại 3–1 vào ngày 11 tháng 7. Sau đó, Lampard đã nâng tổng số bàn thắng của mình trong mùa giải lên con số 5 với bàn thắng thứ 3 trong chiến thắng 3-1 trước Montreal Impact vào ngày 17 tháng 7.
Vào ngày 31 tháng 7 năm 2016, Lampard trở thành cầu thủ New York City đầu tiên lập hat-trick trong chiến thắng 5–1 trước Colorado Rapids. Lampard đã kết thúc mùa giải MLS thứ 2 của mình với 13 bàn thắng và 3 đường kiến tạo trong 19 lần ra sân khi New York City kết thúc ở vị trí thứ 2 tại miền Đông, và đủ điều kiện cho Vòng loại trực tiếp MLS Cup lần đầu tiên, giành một vị trí tại Bán kết Miền Đông. Ông góp mặt trong cả 2 lượt trận bán kết với Toronto, khi New York bị loại khỏi Playoffs với tỷ số chung cuộc 7–0. Vào ngày 14 tháng 11 năm 2016, đội thông báo rằng Lampard sẽ ra đi ngay khi hết hạn hợp đồng.
Lampard tuyên bố giải nghệ vào ngày 2 tháng 2 năm 2017 sau khi từ chối một số đề nghị và nói rằng ông sẽ tìm cách lấy bằng huấn luyện sau khi giải nghệ.

## Sự nghiệp quốc tế
Lampard được huấn luyện viên đội tuyển U-21 Anh Peter Taylor để ý, và ông có trận đấu đầu tiên trong màu áo U-21 gặp Hi Lạp ngày 13 tháng 11 năm 1997. Ông thi đấu cho U-21 Anh từ tháng 11 năm 1997 đến tháng 6 năm 2000, ghi được 9 bàn.

### 2000-2006
Lampard có trận đấu đầu tiên cho đội tuyển Anh vào ngày 10 tháng 10 năm 1999 gặp đội tuyển Bỉ. Bàn thắng đầu tiên của Lampard là bàn thắng vào lưới Croatia, trong trận giao hữu Anh thắng đội tuyển Croatia 3-1 vào ngày 20 tháng 8 năm 2003. Lampard không được tham dự Giải vô địch bóng đá châu Âu 2000 và Giải vô địch bóng đá thế giới 2002, và ông phải đợi đến Giải vô địch bóng đá châu Âu 2004 để có giải đấu quốc tế chính thức đầu tiên. Tại giải đấu này, ông ghi được 3 bàn trong các trận gặp đội tuyển Pháp, Croatia và đội tuyển Bồ Đào Nha nhưng đội tuyển Anh đã bị loại ở tứ kết. Tuy vậy, nhờ thi đấu xuất sắc, ông được UEFA chọn vào đội hình tiêu biểu của giải đấu. Sau khi Paul Scholes giải nghệ, vị trí Lampard tại đội tuyển Anh lại càng vững chắc, và ông được người hâm mộ bình chọn là Cầu thủ Anh xuất sắc nhất trong năm vào các năm 2004 và 2005. Tại vòng loại khu vực châu Âu Giải vô địch bóng đá thế giới 2006, Lampard đã ghi được 5 bàn thắng trong đó có bàn mở tỉ số trong trận mở màn của Anh tại vòng loại hòa Áo 2-2 và bàn thắng duy nhất trong chiến thắng 1-0 trước Áo chính thức đưa đội tuyển Anh đến Đức.
Tại Giải vô địch bóng đá thế giới 2006, Lampard thi đấu đủ tất cả các trận cho đội tuyển Anh nhưng không ghi được bàn thắng nào. Tuy nhiên, ông vẫn được trao giải Budweiser, cầu thủ xuất sắc nhất trận đấu trong trận Anh thắng Paraguay 1-0. Đội tuyển Anh phải dừng bước ở tứ kết bởi Bồ Đào Nha sau loạt sút luân lưu trong đó Lampard đã không thực hiện thành công quả sút của mình.

### 2006-2009
Lampard đã bị các cổ động viên đội tuyển Anh la ó khi vào sân thay người trong trận gặp Estonia tại vòng loại giải vô địch bóng đá châu Âu 2008 ngày 13 tháng 10 năm 2007. Sau sự kiện trên, huấn luyện viên Steve McClaren đã thừa nhận ông cảm thấy thất vọng và khó hiểu trước những gì mình chứng kiến và đội trưởng Terry cũng phải lên tiếng yêu cầu các cổ động viên Anh cần chấm dứt hành động chẳng lấy gì làm hay ho đó. Lampard kết thúc vòng loại với chỉ 1 bàn thắng (trong trận thua 3-2 trước Croatia ngày 21 tháng 11). Việc Anh xếp sau Croatia và Nga trong bảng đấu vòng loại đã khiến cho đội tuyển này không được tham dự Euro 2008. Sau đó, phát biểu trên tờ The Sun, đích thân Lampard đã lên tiếng xin lỗi các cổ động viên đội tuyển Anh vì ông và người đồng đội Steven Gerrard đã thường thể hiện một bộ mặt nhợt nhạt khi phục vụ nghĩa vụ quốc gia đồng thời khẳng định giữa ông và tiền vệ Liverpool không hề có mâu thuẫn cá nhân.
Lampard có bàn thắng đầu tiên cho đội tuyển sau 2 năm trong trận Anh thắng 4-0 trước Slovakia vào tháng 3 năm 2009, đồng thời kiến tạo cho Wayne Rooney ghi một bàn khác. Bàn thắng của ông là bàn thứ 500 của đội tuyển Anh trên Wembley. Vào tháng 6, Lampard lần lượt ghi được hai bàn thắng trong hai trận đấu liên tiếp với Kazakhstan và Andorra tại Vòng loại giải vô địch bóng đá thế giới 2010 khu vực châu Âu. Ông cũng là cầu thủ mở tỉ số trong trận giao hữu thắng Slovenia 2-1 ngày 6 tháng 9. Ngày 9 tháng 9 năm 2009, Lampard đã lập được cú đúp trong trận thắng 5-1 trước Croatia từ một cú đá phạt đền và một quả đánh đầu hiểm hóc. Với chiến thắng này, đội tuyển Anh không những trả được món nợ cách đây hai năm mà còn chính thức giành tấm vé tới Nam Phi dự Giải vô địch bóng đá thế giới 2010 trước hai lượt trận đấu. Ông được Goal bầu chọn là cầu thủ xuất sắc nhất trận đấu với số điểm 9. Ngày 13 tháng 10, ông có trận đấu thứ 75 cho đội tuyển trong trận đấu với Ukraina tại vòng loại Giải vô địch bóng đá thế giới 2010. Nhân dịp này, Lampard đã bày tỏ tham vọng hướng tới cột mốc 100 lần khoác áo đội tuyển Anh và vô địch World Cup 2010.
Ngày 12 tháng 11, trong buổi tập trước trận đấu giao hữu quốc tế với đội tuyển Brazil tại Qatar, Lampard gặp phải một chấn thương ở đùi trái và buộc phải trở về Anh để điều trị. Sau khi kiểm tra chấn thương của anh, bộ phận y tế của Chelsea cho chẩn đoán ban đầu Lampard cần khoảng 3 tuần để hồi phục và có thể sẽ bỏ lỡ một số trận đấu quan trọng cùng Chelsea. Nguyên nhân dẫn đến chấn thương của Lampard là do FA đã sắp xếp cho tiền vệ này ngồi trên một chuyến bay giá rẻ và việc phải dừng chân ở một số sân bay, thay vì đáp thẳng tới Doha, cũng là một phần nguyên nhân dẫn đến chấn thương của ông. Do đó, Chelsea đã tính đến việc khởi kiện FA phải bồi thường cho họ toàn bộ số lương của Lampard hưởng trong thời gian dính chấn thương và số tiền này lên đến 900.000 bảng Anh. Ngày 21 tháng 11, Lampard đã đến Belgrade, Serbia để được điều trị bởi nữ bác sĩ Marijana Kovacevic, người từng chữa trị chấn thương cho một số cầu thủ tại giải Ngoại hạng Anh như Albert Riera, Yossi Benayoun, Fabio Aurelio, Glen Johnson và Robin van Persie. Tuy nhiên, phương pháp chữa trị của bác sĩ Kovacevic gây nhiều tranh cãi vì bà dùng một thứ chất lỏng chiết xuất từ nhau thai ngựa để tăng nhanh quá trình hồi phục chấn thương và phương pháp này tỏ ra có hiệu quả khi 2 cầu thủ của Liverpool, Riera và Benayoun đã bình phục chấn thương sớm hơn dự kiến.

### World Cup 2010
Ngày 31 tháng 5 năm 2010, Lampard đã được huấn luyện viên Capello chọn vào danh sách 23 cầu thủ Anh tham dự Giải vô địch bóng đá thế giới 2010 tại Nam Phi. Tại giải đấu này, ông đã góp mặt trong đội hình chính thức của đội tuyển Anh ở cả bốn trận đấu. Đặc biệt trong trận đấu vòng hai với đội tuyển Đức, khi đội tuyển Anh đang bị dẫn trước 2-1, Lampard đã có cú dứt điểm bật mép dưới xà ngang dội xuống và trọng tài chính người Uruguay Jorge Larrionda cùng trọng tài biên Mauricio Espinosa đã không công nhận bàn thắng và cho trận đấu tiếp tục. Tuy nhiên, những hình ảnh quay lại từ camera đã cho thấy bóng đã lăn qua vạch cầu môn khá sâu. Sau trận đấu, thủ môn Manuel Neuer của đội tuyển Đức cũng thừa nhận anh cố tình đánh lừa trọng tài dù biết chắc bóng đã qua vạch vôi đến cả mét và huấn luyện viên đội tuyển Đức Joachim Loew cũng cho rằng trọng tài đã sai lầm ở tình huống trên. Huấn luyện viên Capello phát biểu rằng sai lầm trong tình huống này của trọng tài là bước ngoặt của trận đấu khiến đội tuyển Anh thua cuộc còn Lampard thì bức xúc phát biểu: "Đó là một bàn thắng rõ ràng. 40.000 người trên sân biết điều đó và tôi biết điều đó, chỉ có hai người là không."
Truyền thông Anh cũng đưa ra những lời chỉ trích nặng nề về quyết định của trọng tài Larrionda. Tờ The Sun mô tả: "Cả nước Anh đau xót vì thất bại nặng nề này, đó là nỗi buồn của cả dân tộc. Chúng ta bị loại bởi một tên trọng tài vô dụng". Tờ Independent thì tỏ ra tiếc nuối vì bàn thắng không được công nhận của Lampard: "Nếu Lampard ghi được bàn thắng ở tình huống đó, có thể mọi thứ đã khác. Khi chịu một sự ức chế về tâm lý, chúng ta đã vỡ trận và thua đậm ở hiệp 2".
Ngày 29 tháng 6, chủ tịch FIFA Sepp Blatter đã phải gửi lời xin lỗi đến đội tuyển Anh vì là nạn nhân của sai lầm trọng tài. FIFA cũng không cho phép trọng tài Jorge Larrionda và hai trợ lý của ông tiếp tục điều hành ở các trận đấu tiếp theo của World Cup 2010.
Cùng với việc đội tuyển Anh bị loại, Frank Lampard còn lập một kỷ lục khác về việc tung ra 37 cú sút nhưng không ghi được bàn thắng, nhiều hơn bất kì một cầu thủ nào khác kể từ Giải vô địch bóng đá thế giới 1966.

### Euro 2012
Lampard lần đầu tiên được mang băng đội trưởng đội tuyển Anh trong trận đấu giao hữu với Đan Mạch ngày 9 tháng 2 năm 2011. Tại vòng loại Euro 2012, Lampard có được hai bàn thắng đều từ chấm phạt đền trong các trận đấu với Wales và Thụy Sĩ. Ngày 12 tháng 11 năm 2011, ông một lần nữa được mang băng đội trưởng đội tuyển Anh và đã ghi bàn thắng duy nhất trong trận giao hữu với đương kim vô địch thế giới Tây Ban Nha.
Ngày 31 tháng 5 năm 2012, Lampard đã bị huấn luyện viên Roy Hodgson loại khỏi đội hình đội tuyển Anh tham dự Euro 2012 vì lý do chấn thương và tiền vệ Jordan Henderson đã được triệu tập thế chỗ của anh.

### World Cup 2014
Lampard và đồng đội bắt đầu chiến dịch vòng loại World Cup 2014 với chiến thắng 5-0 trước Moldova trong đó cá nhân ông có một cú đúp và bàn thắng đầu tiên của ông đến từ quả phạt đền thứ 100 mà đội tuyển Anh được hưởng trong lịch sử. Lampard ghi bàn thắng thứ 26 trong màu áo đội tuyển ngang với thành tích của Bryan Robson, chỉ ba phút trước khi trận đấu kết thúc để đem về 1 điểm cho đội tuyển Anh trước Ukraina. Với bàn thắng từ chấm phạt đền này, ông cũng trở thành cầu thủ đội tuyển Anh ghi nhiều bàn thắng nhất từ chấm phạt đền với thành tích 9 lần thành công, từ lần đầu tiên trong trận đấu với Áo tại Vòng loại World Cup 2006.
Ngày 22 tháng 3 năm 2013, ông vượt qua thành tích ghi bàn của David Platt tại đội tuyển Anh với bàn thắng trong chiến thắng đậm 8-0 trước San Marino. Ngày 10 tháng 9 năm 2013, ông chính thức có trận đấu thứ 100 cho đội tuyển trong trận đấu giao hữu với Ukraina. Đội tuyển Anh kết thúc vòng loại với vị trí nhất bảng với Lampard đóng góp được bốn bàn thắng và giành vé trực tiếp đến Brasil.
Vào tháng 5 năm 2014, ở tuổi 35, ông vẫn tiếp tục có tên trong danh sách chính thức 23 cầu thủ Anh tham dự World Cup 2014. Ông cũng được huấn luyện viên Roy Hodgson chỉ định làm đội phó của đội tuyển tại giải đấu này.

## Phong cách thi đấu

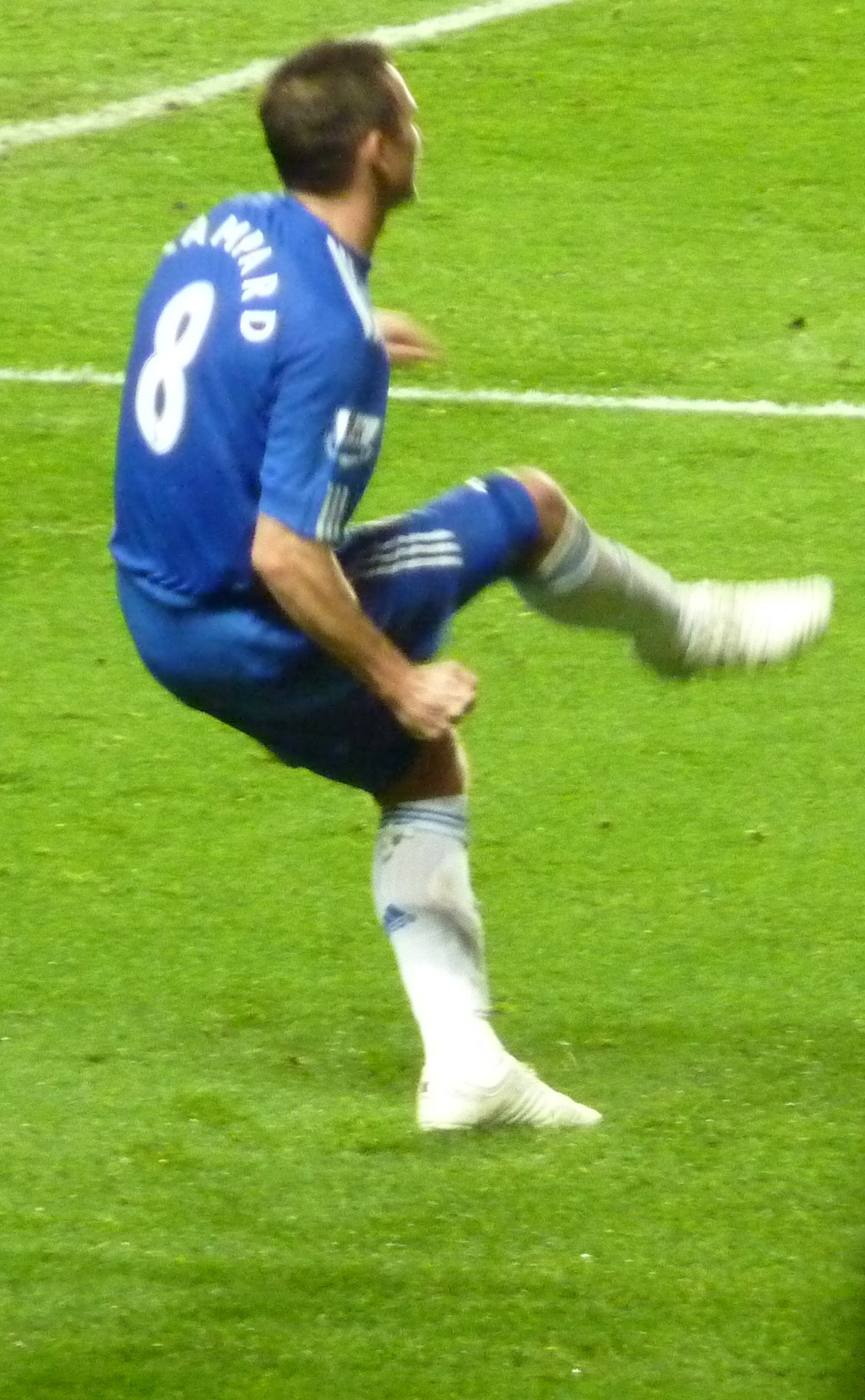
Lampard đang thực hiện một cú sút

Vị trí thi đấu của Frank Lampard tại câu lạc bộ Chelsea và cả đội tuyển Anh là vị trí tiền vệ trung tâm. Điều đặc biệt là với mọi sơ đồ chiến thuật và những cách dùng người theo sở thích qua các đời huấn luyện viên Chelsea từ năm 2001 đến nay, Lampard vẫn chiếm một vị trí chính thức nơi trung tuyến. Anh có biệt danh là "Người không phổi" vì thể lực sung mãn của mình, với mỗi mùa anh thi đấu gần 60 trận. Theo nghiên cứu của nhóm chuyên viên thể lực tại Chelsea, ông là một trong số vài người có sức khỏe tốt nhất của câu lạc bộ. Còn theo những con số thống kê từ hệ thống các bảng điện tử, người ta kết luận rằng Lampard hoàn toàn có thể chơi bóng đến năm 40 tuổi.
Không chỉ nổi tiếng vì thể lực, Lampard còn là một cầu thủ có khả năng ghi bàn và kiến thiết bóng tốt. Hiện nay, ông là tiền vệ ghi nhiều bàn thắng nhất cho Chelsea. Hiệu suất ghi bàn của ông tại Giải bóng đá ngoại hạng Anh được thống kê là 13% trong đó riêng tỉ lệ sút chính xác là 57%. Về khả năng kiến thiết bóng, cũng theo thống kê của trang web chính thức Giải bóng đá ngoại hạng Anh, Lampard đứng thứ nhì trong danh sách các cầu thủ có nhiều đường chuyền thành bàn nhất, sau Ryan Giggs của Manchester United. Sở hữu lối chơi đơn giản và hiệu quả, Lampard là mẫu tiền vệ trung tâm ít kỹ thuật nhưng nhiều ảnh hưởng nhất trên sân cỏ châu Âu hiện tại. Khả năng sút xa rất tốt cũng là một lý do giải thích tại sao ông lại trở thành tiền vệ có hiệu suất ghi bàn cao bậc nhất Giải ngoại hạng. Ngoài ra, Lampard còn là một cầu thủ sút phạt có hạng. Dù không phải là mẫu cầu thủ chuyên thực hiện những cú sút phạt kỹ thuật nhưng những đường bóng từ đôi chân anh thường đi với lực rất lớn và khiến cho các thủ môn gặp nhiều khó khăn. Tình huống sở trường của Lampard là các quả đá phạt treo bóng thẳng vào khung thành từ cánh, nếu không thẳng vào lưới thì cũng tạo cơ hội cho đồng đội.
Ngày 24 tháng 12 năm 2009, Cơ quan dữ liệu bóng đá Opta chọn Lampard là Cầu thủ xuất sắc thập kỷ 2000-2010 của Giải ngoại hạng Anh. Theo các số liệu tính từ ngày 1 tháng 1 năm 2000, Lampard đã có số trận thi đấu nhiều nhất là 346 trận (nhiều hơn cầu thủ thứ nhì là Jamie Carragher của Liverpool 5 trận), trong đó có 210 trận thắng. Đây cũng là số trận thắng nhiều nhất mà một cầu thủ của giải Ngoại hạng có được trong 10 năm qua. Ông cũng có số lần kiến thiết bàn thắng nhiều thứ hai là 76 và có số bàn thắng lên tới 100, nhiều thứ tư - ngay sau Thierry Henry.
Tuy nhiên, điểm hạn chế của Lampard là việc ông thường xuyên không đạt được phong độ tốt tại đội tuyển Anh như lúc ông thi đấu cho Chelsea, đặc biệt là trong việc phối hợp ăn ý cùng tiền vệ đội trưởng của Liverpool, Steven Gerrard. Cùng là những tiền vệ giỏi, đóng vai trò linh hồn trong lối chơi ở Liverpool và Chelsea, nhưng hễ cùng nhau thi đấu cho đội tuyển, Gerrard và Lampard đều không thể hiện được hết khả năng và làm ảnh hưởng đến lối chơi và thành tích chung của đội. Cả hai thậm chí ít nhiều phải chịu trách nhiệm về thất bại của đội tuyển Anh trong việc tìm suất dự vòng chung kết Giải vô địch bóng đá châu Âu 2008.. Lampard còn hay đánh mất phong độ ở các giải đấu lớn, như tại Giải vô địch bóng đá thế giới 2006, nơi mà sau ba trận vòng bảng, ông là cầu thủ sút nhiều nhất nhưng lại chẳng ghi được bàn nào. Ngoài ra, tuy là một cầu thủ chuyên thực hiện đá phạt đền cho Chelsea và tuyển Anh, Lampard đã từng có giai đoạn sút hỏng 3/4 lần gần nhất ông được giao nhiệm vụ và thậm chí đã có lúc từ chối thực hiện phạt đền vì không chịu nổi áp lực.

## Sự nghiệp huấn luyện viên

### Derby County
Vào ngày 31 tháng 5 năm 2018, Lampard được bổ nhiệm làm huấn luyện viên của câu lạc bộ tại giải Hạng Nhất Anh Derby County theo hợp đồng ba năm. Trận đầu tiên do ông huấn luyện, vào ngày 3 tháng 8, là chiến thắng 2-1 cho Derby tại Reading, với Tom Lawrence ghi bàn thắng ấn định tỷ số vào phút cuối. Trận thua đầu tiên của ông với tư cách là HLV đến vào ngày 11 tháng 8 trong trận thua 1-4 trước Leeds United, trong trận đấu thứ hai của mình. Vào ngày 25 tháng 9, chỉ trong trận đấu thứ 12 với tư cách là HLV, Derby County của Lampard đã loại câu lạc bộ Premier League Manchester United ra khỏi EFL Cup trên chấm phạt đền, sau trận hòa 2-2 tại Old Trafford.
Sau thất bại 2-0 trong trận đấu trở lại với Leeds United tại Elland Road vào ngày 11 tháng 1 năm 2019 để Leeds tiếp tục dẫn đầu ở vị trí đầu bảng giải Hạng Nhất, Lampard đã chỉ trích HLV trưởng của Leeds Marcelo Bielsa, như trước trận Bielsa thừa nhận đã gửi một điệp viên đến sân tập Derby, sau khi trên báo chí xuất hiện rằng một người đàn ông đã được phát hiện vào ngày hôm trước bên ngoài sân tập Derby. Vào ngày 12 tháng 1, Leeds United đã đưa ra một tuyên bố để đáp lại vụ việc. Huấn luyện viên của Tottenham Hotspur, Mauricio Pochettino mô tả vụ việc là 'không phải là vấn đề lớn' và là phổ biến ở Argentina.

### Chelsea
Vào ngày 4 tháng 7 năm 2019, Lampard được bổ nhiệm làm huấn luyện viên trưởng mới tại câu lạc bộ cũ Chelsea theo hợp đồng ba năm, trở thành HLV người Anh đầu tiên của CLB trong hơn 2 thập kỷ. Trong trận đấu đầu tiên của Lampard với Chelsea, câu lạc bộ đã thua 4-0 trước Manchester United vào ngày khai mạc mùa giải Premier League 2019-20. Đó là thất bại lớn nhất đối với một HLV Chelsea trong trận đấu đầu tiên của họ kể từ khi đội bóng của Daniel Blanchflower bị Middlesbrough đánh bại vào ngày 7 tháng 2 năm 1978. Trong trận đấu thứ hai của Lampard với Chelsea, họ đã thua một lần nữa, lần này trước Liverpool ở UEFA Super Cup, Chelsea thua 5-4 trên chấm phạt đền. Vào ngày 24 tháng 8 năm 2019, Lampard có được chiến thắng đầu tiên với tư cách là huấn luyện viên Chelsea tại Premier League trước Norwich City, trong chiến thắng 2-3 trên sân khách. Vào ngày 25 tháng 9 năm 2019, Chelsea đã giành chiến thắng trên sân nhà đầu tiên của họ dưới thời của Lampard khi đánh bại đội bóng Hạng 2 Anh Grimsby Town 7-1 trong EFL Cup. Đội hình trận đấu của Lampard với Grimsby có mười cầu thủ tốt nghiệp học viện, với Marc Guehi, Reece James, Tino Anjorin và Ian Maatsen đều được ra sân cho câu lạc bộ, cùng với đó là suất đá chính ngay từ đầu của Billy Gilmour cho Chelsea. Lampard đã giành giải thưởng Huấn luyện viên của tháng tại Premier League vào tháng 10 năm 2019 sau khi kỷ lục giành chiến thắng 100% của Chelsea trong tháng đó. Anh trở thành người thứ ba đã từng nhận cả giải thưởng Cầu thủ xuất sắc nhất tháng và HLV xuất sắc nhất tháng sau Gareth Southgate và Stuart Pearce.
Ngày 25 tháng 1 năm 2021, Lampard bị Chelsea sa thải vì thành tích yếu kém của đội bóng, chưa đầy một ngày sau khi thắng Luton 4-0 ở Cup FA.  Ông đã bị sa thải sau khi Chelsea trải qua chuỗi trận tồi tệ ở giải Ngoại hạng khi thua 5/8 vòng đấu gần nhất – kết quả khiến đội bóng này tụt xuống tận thứ 9 trên bảng xếp hạng.
"Chelsea hôm nay chia tay HLV Frank Lampard", Chelsea thông báo trên trang chủ hôm 25/1. "Quyết định này rất khó khăn, mà ông chủ và hội đồng quản trị không hề xem nhẹ. Chúng tôi biết ơn những gì Frank đã làm với tư cách HLV. Nhưng, kết quả và màn thể hiện gần đây của Chelsea không đạt kỳ vọng của đội bóng. Đội bóng rơi xuống giữa bảng điểm mà không có đường lối rõ ràng để cải thiện. Không có thời điểm nào là thích hợp để chia tay một huyền thoại như Lampard. Nhưng sau thời gian dài suy tính kỹ lưỡng, chúng tôi quyết định thay đổi lúc này là cần thiết để đội bóng cải thiện màn trình diễn mùa này".
Trang chủ Chelsea cũng dẫn lời Chủ tịch Roman Abramovich: "Quyết định này rất khó khăn với đội bóng, ít nhất bởi vì tôi có quan hệ cá nhân thân mật với Frank, và rất tôn trọng cậu ấy. Frank có kỷ luật làm việc tối đa, nhưng cách tốt nhất trong tình cảnh hiện tại là thay đổi HLV. Thay mặt mọi người ở CLB, hội đồng quản trị, tôi cảm ơn Frank vì những đóng góp của cậu ấy với tư cách HLV. Chúc Frank gặt mọi thành công trong sự nghiệp. Frank vẫn là biểu tượng của đội bóng và vị thế của cậu sẽ không bị ảnh hưởng. Lampard sẽ luôn được chào đón khi trở lại Stamford Bridge".
Theo The Athletic, Lampard không được lòng Giám đốc Marina Granovskaia. Bà thấy phiền vì Lampard một mực muốn mua tiền vệ Declan Rice từ West Ham

### Everton
Tối 31/1/2022, Everton xác nhận Frank Lampard đã được bổ nhiệm làm HLV trưởng đội bóng này thay thế người tiền nhiệm Rafael Benitez vừa bị sa thải. Được biết, hợp đồng của Lampard với Everton có thời hạn 2,5 năm. Nhiệm vụ của Lampard là “giải cứu” Everton khỏi nguy cơ xuống hạng. Sau 20 trận tại Giải ngoại hạng Anh, Everton tạm xếp thứ 16 với 39 điểm, hơn nhóm xuống hạng vỏn vẹn 4 điểm. Ông giúp Everton trụ hạng sớm 1 vòng đấu khi đánh bại Crystal Palace 3-2 trên sân nhà tại vòng 37.
Vào ngày 23/1/2023, sau thất bại 0-2 trước West Ham ở vòng 21 khiến Everton xếp thứ 19 trên bảng xếp hạng với 15 điểm, chỉ hơn đội chót bảng Southampton về hiệu số bàn thắng bại, ban lãnh đạo Everton đã quyết định sa thải Frank Lampard.

## Một số nhận xét về Lampard
| “               | Frank Lampard là cầu thủ chuyên nghiệp nhất mà tôi từng làm việc cùng. Anh ấy chưa bao giờ tự hài lòng về màn trình diễn của mình mà luôn muốn học hỏi để tiến bộ thêm. | ” |
| — Jose Mourinho | |   |

| “                     | Lampard là một cầu thủ khác người. Tôi không thấy một cầu thủ nào ở cùng đẳng cấp với cậu ấy. Thật tuyệt vời khi được dẫn dắt một cầu thủ như vậy. | ” |
| — Luiz Felipe Scolari | |   |

| “              | Lampard luôn biết xông lên từ phía sau lưng đối thủ và ghi những bàn thắng quan trọng. Trước khi đến Chelsea tôi đã biết Lampard, nhưng khi được trực tiếp làm việc với cậu ta, tôi càng ngưỡng mộ tài năng của cầu thủ này. | ” |
| — Guus Hiddink | |   |

| “                 | Anh ấy luôn luôn di chuyển và muốn ghi bàn. Tuy là một tiền vệ, Lampard lại có tư chất của một tiền đạo. Cậu ấy không bao giờ cảm thấy hạnh phúc khi không ghi được bàn thắng. | ” |
| — Florent Malouda | |   |

| “              | Chelsea sở hữu một đội hình mạnh với khá nhiều cầu thủ xuất sắc, nhưng tôi đặc biệt ngưỡng mộ Frank Lampard. Hiếm có một tiền vệ nào lại giữ được hiệu suất ghi bàn cao đến thế. | ” |
| — Lionel Messi | |   |

## Cuộc sống cá nhân

### Gia đình
Lampard sống tại Surrey cùng hai cô con gái Luna và Isla, có với người vợ cũ Elen Rives. Hai cô con gái của ông được sinh ra chỉ vài giờ sau khi Chelsea giành danh hiệu Cúp FA năm 2007. Giữa tháng 2 năm 2009, Lampard và Rivers đã chính thức ly dị sau 7 năm chung sống, kể từ tháng 4 năm 2002. Nguyên nhân của vụ chia tay bắt nguồn từ cái chết của bà Pat, mẹ của Lampard, vào hồi tháng 4 năm ngoái. Chính cú sốc này đã tạo một áp lực lên mối quan hệ vợ chồng của người con trai. Rives sẽ nhận được một khoản tiền chia từ 1 triệu bảng Anh đến 12,5 triệu bảng Anh từ gia sản trị giá ước tính 25 triệu bảng Anh của anh.
Một năm sau cái chết của mẹ mình, ngày 25 tháng 4, 2009, Lampard lại dính vào một cuộc cãi vã với phát thanh viên của kênh radio LBC, James O'Brien. Trong một phát biểu trước báo giới, Elen Rives đã lớn tiếng chỉ trích Lampard là kẻ nhẫn tâm. Lời buộc tội này xuất phát từ việc cô thấy Lampard vui vẻ với rất nhiều người đẹp sau khi chia tay cô. Theo lời của Rives, sau khi chia tay, cô và hai con phải ở trong một căn phòng nhỏ hẹp, còn Lampard thì sống ở một căn biệt thự sang trọng. Chưa dừng lại ở đó, đúng một ngày sau tuyên bố của Elen, phát thanh viên của kênh radio LBC, James O'Brien lại hùa vào nói tiền vệ Chelsea là kẻ "yếu đuối" và "cặn bã". Trước lời buộc tội của O’Brien, Lampard, trong tâm trạng đầy xúc động, điện thoại đến đài phát thanh trách mắng phát thanh viên này đã bàn tán về mối quan hệ bị đổ vỡ của ông trên sóng phát thanh. Tiền vệ 30 tuổi này cũng khẳng định rằng chính Elen Rives là người đã quyết định ra khỏi nhà. Lampard cũng thổ lộ về nỗi buồn phải xa hai cô con gái nhỏ. Sau cuộc tranh cãi trực tiếp trên sóng, O’Brien từ chối nói lời xin lỗi khi được hỏi sau đó. Cô ta nói: "Tôi chẳng thấy có gì phải trả lời về việc chỉ trích một người đàn ông vẫn ở lại trong căn hộ xa hoa trong khi hai đứa con phải chịu vất vả. Tôi chỉ có thể xin lỗi vì đã đưa chuyện không hay này ra đúng vào ngày kỷ niệm trọng đại của gia đình". Tiền vệ David Beckham đã gọi điện an ủi và bênh vực Lampard chỉ vài giờ sau cuộc tranh cãi và nói rằng "Victoria và tôi đều biết rằng cậu là một người đàn ông của gia đình". Ngoài ra, tờ Sunday People còn khẳng định không phải gia đình cầu thủ nào cũng tin 100% những gì cô vợ cũ Elen của Lampard nói. Cuối cùng, để đập tan mọi lời chỉ trích, Lampard đã quyết định mua cho Elen và hai cô con gái một ngôi biệt thự trị giá 2,8 triệu bảng Anh. 

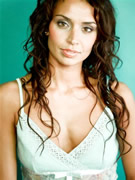
Christine Bleakley

Từ tháng 10 năm 2009, chuyện tình giữa Lampard và người dẫn chương trình của BBC, Christine Bleakley đã lộ ra. Bleakley đã có mặt trên khán đài sân Stamford Bridge để cổ vũ Lampard trong trận hòa 3-3 của Chelsea với Everton và thường xuyên gọi Lampard âu yếm là HOB. Báo chí Anh cho rằng đây là từ ghép của Husband or Boyfriend, tức chồng hoặc bạn trai. Vào dịp Giáng sinh, cô đã dẫn Lampard về nhà ra mắt cha mẹ. Sau đó, khi Lampard tới khách sạn Royal Lancaster nhận giải thưởng cầu thủ Anh xuất sắc nhất năm của Hiệp hội nhà báo Anh, Bleakley đã đi cùng bố Lampard và 2 bà chị gái, Natalie, Claire tới dự lễ trao giải.

### Scandal
Năm 2000, Lampard, Rio Ferdinand và Kieron Dyer đã xuất hiện trong một băng video sex với những cảnh quay tại khu resort ở Ayia Napa, đảo Síp. Channel 4 đã cho phát sóng đoạn băng này, một phần trong bộ phim tài liệu năm 2004 của họ Sex, Footballers and Videotape, khẳng định rằng nó được sử dụng để "nhắc nhở người xem tất cả đều là sự thật."

### Lợi ích thương mại
Tự truyện của Lampard, Totally Frank, đã được xuất bản vào tháng 8 năm 2006.
Lampard đã ký các hợp đồng quảng cáo với Adidas, Pepsi, Orange và trong năm 2009, ông có thu nhập lên đến 4,5 triệu euro từ các hợp đồng này, đưa ông đứng thứ 9 trong danh sách 10 cầu thủ bóng đá kiếm tiền nhiều nhất trong năm 2009. Lampard cũng được hãng trò chơi điện tử EA Sports chọn làm hình bìa cho trò chơi bóng đá điện tử FIFA 10 cùng với tiền đạo của MU Wayne Rooney. Nếu như đây đã là lần xuất hiện thứ năm của Rooney thì đối với Lampard, đây mới chỉ là lần đầu tiên và ông tuyên bố rất tự hào khi mình trở thành một phần của trò chơi EA Sports FIFA. Cùng xuất hiện với Lampard và Rooney là một số danh thủ khác như Karim Benzema của Pháp, Bastian Schweinsteiger của Đức, Giorgio Chiellini của Ý và Xavi Hernández của Tây Ban Nha.

## Thống kê sự nghiệp

### Câu lạc bộ
| Câu lạc bộ          | Mùa giải            | Giải đấu            | Giải đấu | Giải đấu | Cúp quốc gia | Cúp quốc gia | Cúp liên đoàn | Cúp liên đoàn | Châu lục | Châu lục | Khác | Khác | Tổng cộng | Tổng cộng |
| Câu lạc bộ          | Mùa giải            | Hạng đấu            | Trận     | Bàn      | Trận         | Bàn          | Trận          | Bàn           | Trận     | Bàn      | Trận | Bàn  | Trận      | Bàn       |
| ------------------- | ------------------- | ------------------- | -------- | -------- | ------------ | ------------ | ------------- | ------------- | -------- | -------- | ---- | ---- | --------- | --------- |
| West Ham United     | 1995–96             | Premier League      | 2        | 0        | 0            | 0            | 0             | 0             | —        | —        | —    | —    | 2         | 0         |
| West Ham United     | 1996–97             | Premier League      | 13       | 0        | 1            | 0            | 2             | 0             | —        | —        | —    | —    | 16        | 0         |
| West Ham United     | 1997–98             | Premier League      | 31       | 5        | 6            | 1            | 5             | 4             | —        | —        | —    | —    | 42        | 10        |
| West Ham United     | 1998–99             | Premier League      | 38       | 5        | 1            | 0            | 2             | 1             | —        | —        | —    | —    | 41        | 6         |
| West Ham United     | 1999–2000           | Premier League      | 34       | 7        | 1            | 0            | 4             | 3             | 10       | 4        | —    | —    | 49        | 14        |
| West Ham United     | 2000–01             | Premier League      | 30       | 7        | 4            | 1            | 3             | 1             | —        | —        | —    | —    | 37        | 9         |
| West Ham United     | Tổng cộng           | Tổng cộng           | 148      | 24       | 13           | 2            | 16            | 9             | 10       | 4        | —    | —    | 187       | 39        |
| Swansea City (mượn) | 1995–96             | Second Division     | 9        | 1        | —            | —            | —             | —             | —        | —        | 2    | 0    | 11        | 1         |
| Chelsea             | 2001–02             | Premier League      | 37       | 5        | 8            | 1            | 4             | 0             | 4        | 1        | —    | —    | 53        | 7         |
| Chelsea             | 2002–03             | Premier League      | 38       | 6        | 5            | 1            | 3             | 0             | 2        | 1        | —    | —    | 48        | 8         |
| Chelsea             | 2003–04             | Premier League      | 38       | 10       | 4            | 1            | 2             | 0             | 14       | 4        | —    | —    | 58        | 15        |
| Chelsea             | 2004–05             | Premier League      | 38       | 13       | 2            | 0            | 6             | 2             | 12       | 4        | —    | —    | 58        | 19        |
| Chelsea             | 2005–06             | Premier League      | 35       | 16       | 5            | 2            | 1             | 0             | 8        | 2        | 1    | 0    | 50        | 20        |
| Chelsea             | 2006–07             | Premier League      | 37       | 11       | 7            | 6            | 6             | 3             | 11       | 1        | 1    | 0    | 62        | 21        |
| Chelsea             | 2007–08             | Premier League      | 24       | 10       | 1            | 2            | 3             | 4             | 11       | 4        | 1    | 0    | 40        | 20        |
| Chelsea             | 2008–09             | Premier League      | 37       | 12       | 7            | 3            | 2             | 2             | 11       | 3        | —    | —    | 57        | 20        |
| Chelsea             | 2009–10             | Premier League      | 36       | 22       | 6            | 3            | 1             | 0             | 7        | 1        | 1    | 1    | 51        | 27        |
| Chelsea             | 2010–11             | Premier League      | 24       | 10       | 3            | 3            | 0             | 0             | 4        | 0        | 1    | 0    | 32        | 13        |
| Chelsea             | 2011–12             | Premier League      | 30       | 11       | 5            | 2            | 2             | 0             | 12       | 3        | —    | —    | 49        | 16        |
| Chelsea             | 2012–13             | Premier League      | 29       | 15       | 4            | 2            | 3             | 0             | 10       | 0        | 4    | 0    | 50        | 17        |
| Chelsea             | 2013–14             | Premier League      | 26       | 6        | 1            | 0            | 1             | 1             | 11       | 1        | 1    | 0    | 40        | 8         |
| Chelsea             | Tổng cộng           | Tổng cộng           | 429      | 147      | 58           | 26           | 34            | 12            | 117      | 25       | 10   | 1    | 648       | 211       |
| Manchester City     | 2014–15             | Premier League      | 32       | 6        | 2            | 0            | 1             | 2             | 3        | 0        | —    | —    | 38        | 8         |
| New York City       | 2015                | Major League Soccer | 10       | 3        | —            | —            | —             | —             | —        | —        | —    | —    | 10        | 3         |
| New York City       | 2016                | Major League Soccer | 19       | 12       | 0            | 0            | —             | —             | —        | —        | 2    | 0    | 21        | 12        |
| New York City       | Tổng cộng           | Tổng cộng           | 29       | 15       | 0            | 0            | —             | —             | —        | —        | 2    | 0    | 31        | 15        |
| Tổng cộng sự nghiệp | Tổng cộng sự nghiệp | Tổng cộng sự nghiệp | 647      | 193      | 73           | 28           | 51            | 23            | 130      | 29       | 14   | 1    | 915       | 274       |

1. ↑  Bao gồm FA Cup
2. ↑  Sáu trận ra sân và ba bàn thắng tại UEFA Intertoto Cup, bốn trận ra sân và một bàn thắng tại UEFA Cup
3. ↑  Ra sân tại Football League Trophy
4. 1 2  Ra sân tại UEFA Cup
5. 1 2 3 4 5 6 7 8 9 10 11  Ra sân tại UEFA Champions League
6. 1 2 3 4 5  Ra sân tại FA Community Shield
7. ↑  Ba trận ra sân tại UEFA Champions League, bảy trận tại UEFA Europa League
8. ↑  Một trận ra sân tại FA Community Shield và UEFA Super Cup, hai trận tại FIFA Club World Cup
9. ↑  Ra sân tại UEFA Super Cup
10. ↑  Ra sân tại MLS Cup Playoffs

### Đội tuyển quốc gia
| Đội tuyển quốc gia | Năm       | Trận | Bàn |
| ------------------ | --------- | ---- | --- |
| Anh                | 1999      | 1    | 0   |
| Anh                | 2000      | 0    | 0   |
| Anh                | 2001      | 3    | 0   |
| Anh                | 2002      | 3    | 0   |
| Anh                | 2003      | 9    | 1   |
| Anh                | 2004      | 13   | 6   |
| Anh                | 2005      | 9    | 3   |
| Anh                | 2006      | 13   | 2   |
| Anh                | 2007      | 9    | 2   |
| Anh                | 2008      | 6    | 0   |
| Anh                | 2009      | 10   | 6   |
| Anh                | 2010      | 7    | 0   |
| Anh                | 2011      | 7    | 3   |
| Anh                | 2012      | 3    | 3   |
| Anh                | 2013      | 10   | 3   |
| Anh                | 2014      | 3    | 0   |
| Tổng cộng          | Tổng cộng | 106  | 29  |

### Bàn thắng quốc tế
| #  | Thời gian            | Địa điểm                                      | Đối thủ          | Bàn thắng | Kết quả | Giải đấu                 |
| -- | -------------------- | --------------------------------------------- | ---------------- | --------- | ------- | ------------------------ |
| 29 | 29 tháng 5 năm 2013  | Sân vận động Wembley, London, Anh             | Cộng hòa Ireland | 1–1       | Hòa     | Giao hữu                 |
| 28 | 22 tháng 3 năm 2013  | Sân vận động Olimpico, Serravalle, San Marino | San Marino       | 8–0       | Thắng   | Vòng loại World Cup 2014 |
| 27 | 6 tháng 2 năm 2013   | Sân vận động Wembley, London, Anh             | Brasil           | 2–1       | Thắng   | Giao hữu                 |
| 26 | 11 tháng 9 năm 2012  | Sân vận động Wembley, London, Anh             | Ukraina          | 1–1       | Hòa     | Vòng loại World Cup 2014 |
| 25 | 7 tháng 9 năm 2012   | Sân vận động Zimbru, Chişinău, Moldova        | Moldova          | 5 - 0     | Thắng   | Vòng loại World Cup 2014 |
| 24 | 7 tháng 9 năm 2012   | Sân vận động Zimbru, Chişinău, Moldova        | Moldova          | 5 - 0     | Thắng   | Vòng loại World Cup 2014 |
| 23 | 12 tháng 11 năm 2011 | Sân vận động Wembley, London, Anh             | Tây Ban Nha      | 1 – 0     | Thắng   | Giao hữu                 |
| 22 | 4 tháng 6 năm 2011   | Sân vận động Wembley, London, Anh             | Thụy Sĩ          | 2 – 2     | Hòa     | Vòng loại Euro 2012      |
| 21 | 26 tháng 3 năm 2011  | Sân vận động Thiên niên kỷ, Cardiff, Wales    | Wales            | 5–1       | Thắng   | Vòng loại Euro 2012      |
| 20 | 9 tháng 9 năm 2009   | Sân vận động Wembley, London, Anh             | Croatia          | 5–1       | Thắng   | Vòng loại World Cup 2010 |
| 19 | 9 tháng 9 năm 2009   | Sân vận động Wembley, London, Anh             | Croatia          | 5–1       | Thắng   | Vòng loại World Cup 2010 |
| 18 | 5 tháng 9 năm 2009   | Sân vận động Wembley, London, Anh             | Slovenia         | 2–1       | Thắng   | Giao hữu quốc tế         |
| 17 | 10 tháng 6 năm 2009  | Sân vận động Wembley, London, Anh             | Andorra          | 6–0       | Thắng   | Vòng loại World Cup 2010 |
| 16 | 6 tháng 6 năm 2009   | Sân vận động Trung tâm Almaty, Almaty         | Kazakhstan       | 4–0       | Thắng   | Vòng loại World Cup 2010 |
| 15 | 28 tháng 3 năm 2009  | Sân vận động Wembley, London, Anh             | Slovakia         | 4–0       | Thắng   | Giao hữu quốc tế         |
| 14 | 21 tháng 11 năm 2007 | Sân vận động Wembley, London, Anh             | Croatia          | 2–3       | Thua    | Vòng loại Euro 2008      |
| 13 | 22 tháng 8 năm 2007  | Sân vận động Wembley, London, Anh             | Đức              | 1–2       | Thua    | Giao hữu quốc tế         |
| 12 | 16 tháng 8 năm 2006  | Old Trafford, Manchester, Anh                 | Hy Lạp           | 4–0       | Thắng   | Giao hữu quốc tế         |
| 11 | 3 tháng 6 năm 2006   | Old Trafford, Manchester, Anh                 | Jamaica          | 6–0       | Thắng   | Giao hữu quốc tế         |
| 10 | 12 tháng 10 năm 2005 | Old Trafford, Manchester, Anh                 | Ba Lan           | 2–1       | Thắng   | Vòng loại World Cup 2006 |
| 9  | 8 tháng 10 năm 2005  | Old Trafford, Manchester, Anh                 | Áo               | 1–0       | Thắng   | Vòng loại World Cup 2006 |
| 8  | 26 tháng 3 năm 2005  | Old Trafford, Manchester, Anh                 | Bắc Ireland      | 4–0       | Thắng   | Vòng loại World Cup 2006 |
| 7  | 9 tháng 10 năm 2004  | Old Trafford, Manchester, Anh                 | Wales            | 2–0       | Thắng   | Vòng loại World Cup 2006 |
| 6  | 4 tháng 9 năm 2004   | Sân vận động Ernst Happel, Vienna, Áo         | Áo               | 2–2       | Hòa     | Vòng loại World Cup 2006 |
| 5  | 24 tháng 6 năm 2004  | Sân vận động Ánh sáng, Lisbon, Bồ Đào Nha     | Bồ Đào Nha       | 2–2       | Hòa     | Euro 2004                |
| 4  | 21 tháng 6 năm 2004  | Sân vận động Ánh sáng, Lisbon, Bồ Đào Nha     | Croatia          | 4–2       | Thắng   | Euro 2004                |
| 3  | 13 tháng 6 năm 2004  | Sân vận động Ánh sáng, Lisbon, Bồ Đào Nha     | Pháp             | 1–2       | Thua    | Euro 2004                |
| 2  | 5 tháng 6 năm 2004   | Sân vận động Etihad, Manchester, Anh          | Iceland          | 6–1       | Thắng   | Giao hữu quốc tế         |
| 1  | 20 tháng 8 năm 2003  | Sân vận động Portman Road, Ipswich, Anh       | Croatia          | 3–1       | Thắng   | Giao hữu quốc tế         |

### Huấn luyện viên
Tính đến ngày 24 tháng 1 năm 2021
| Câu lạc bộ     | Từ                   | Đến                 | Thành tích | Thành tích | Thành tích | Thành tích | Thành tích |
| Câu lạc bộ     | Từ                   | Đến                 | ST         | T          | H          | B          | %T         |
| -------------- | -------------------- | ------------------- | ---------- | ---------- | ---------- | ---------- | ---------- |
| Derby County   | 31 tháng 5 năm 2018  | 4 tháng 7 năm 2019  | 57         | 24         | 17         | 16         | 042,11     |
| Chelsea        | 4 tháng 7 năm 2019   | 25 tháng 1 năm 2021 | 84         | 44         | 17         | 23         | 052,38     |
| Everton        | 31 tháng 1 năm 2022  | 31 tháng 1 năm 2023 | 44         | 12         | 8          | 24         | 27,2       |
| Conventry City | 30 tháng 11 năm 2024 | nay                 | 1          | 0          | 0          | 0          | 0,00       |
| Tổng cộng      | Tổng cộng            | Tổng cộng           | 142        | 69         | 34         | 39         | 048,59     |

## Danh hiệu

### Cầu thủ
West Ham United
- UEFA Intertoto Cup: 1999

Chelsea
- Premier League: 2004–05, 2005–06, 2009–10[257]
- FA Cup: 2006–07, 2008–09, 2009–10, 2011–12
- Football League Cup: 2004–05, 2006–07
- FA Community Shield: 2005, 2009
- UEFA Champions League: 2011–12
- UEFA Europa League: 2012–13

### Huấn luyện viên
Chelsea
- FA Cup á quân: 2019–20[258]

### Cá nhân
- Đội hình tiêu biểu trong năm của Giải bóng đá ngoại hạng Anh: 2004, 2005, 2006, 2007, 2008
- Cầu thủ xuất sắc nhất Giải bóng đá ngoại hạng Anh của Barclay (2): 2005, 2006
- Tiền vệ xuất sắc nhất năm của Cúp các đội vô địch bóng đá quốc gia châu Âu: 2007–08
- Cầu thủ xuất sắc nhất năm của FIFA: Hạng nhì năm 2005
- Ballon d'Or: Quả bóng bạc 2005
- Cầu thủ Chelsea xuất sắc nhất năm: 2004, 2005, 2009
- Cầu thủ Anh xuất sắc nhất năm do Hiệp hội Phóng viên bình chọn: 2005
- Cầu thủ Anh xuất sắc nhất trong năm do người hâm mộ bình chọn: 2005
- FIFPro World XI: 2005
- Cầu thủ đội tuyển Anh xuất sắc nhất năm (2): 2004, 2005
- Cầu thủ xuất sắc nhất trong tháng của Giải bóng đá ngoại hạng Anh (4): Tháng 9 năm 2003[259], tháng 4 năm 2005, tháng 10 năm 2005[260], tháng 10 năm 2008[261]
- Cầu thủ xuất sắc nhất thập kỷ 2000-2010 của Giải ngoại hạng Anh từ số liệu thống kê của Cơ quan dữ liệu bóng đá Opta
- Đội hình tiêu biểu Euro 2004
- Cầu thủ ghi nhiều bàn thắng nhất trong lịch sử câu lạc bộ Chelsea